# NBA Summer League 2024
Navigation
2023 2025
La NBA Summer League 2024 de la NBA a lieu au Thomas and Mack Center et Cox Pavilion à Las Vegas, sur le campus de l’université du Nevada. Elle commence le 6 juillet et se termine le 22 juillet. Les 30 équipes de la NBA y participent. Elle se divise en trois compétitions : deux non officielles : la California Classic Summer League et la Salt Lake City Summer League ; la compétition officielle regroupant l'ensemble des franchises de la NBA est la Las Vegas Summer League.

## California Classic Summer League
Les Kings de Sacramento et les Warriors de Golden State accueillent la 6e édition de la California Classic Summer League au Golden 1 Center les 6,7 et 9 juillet 2024 et au Chase Center les 6,7 et 10 juillet 2024 ,.

### Équipes
- Hornets de Charlotte
- Warriors de Golden State
- Lakers de Los Angeles
- Heat de Miami
- Kings de Sacramento (Team 1 au Golden 1 Center et Team 2 au Chase Center)
- Spurs de San Antonio
- Team China

### Matchs

#### Jour 1
| 6 juillet | Rapport | Lakers de Los Angeles 94, Kings de Sacramento 108   | Lakers de Los Angeles 94, Kings de Sacramento 108 | Lakers de Los Angeles 94, Kings de Sacramento 108 |  | Chase Center, San Francisco, Californie Affluence : 0 Arbitres : Julian McFadden, Jason Alabanza, Cameron Gelinas | ESPN |
| 6 juillet | Rapport | Score par quart-temps : 18-23, 23-24, 25-32, 28-29  |                                                   |                                                   |  | Chase Center, San Francisco, Californie Affluence : 0 Arbitres : Julian McFadden, Jason Alabanza, Cameron Gelinas | ESPN |
| 6 juillet | Rapport | Blake Hinson, 17 Colin Castleton, 10 Tommy Kuhse, 8 | Points Rebonds Passes d.                          | Adonis Arms, 32 Adonis Arms, 11 Jordan Ford, 6    |  | Chase Center, San Francisco, Californie Affluence : 0 Arbitres : Julian McFadden, Jason Alabanza, Cameron Gelinas | ESPN |

| 6 juillet | Rapport | Heat de Miami 66, Warriors de Golden State 105     | Heat de Miami 66, Warriors de Golden State 105 | Heat de Miami 66, Warriors de Golden State 105         |  | Chase Center, San Francisco, Californie Affluence : 8 837 Arbitres : Chelisa Painter, Leah Lanie, Ajay Gonnelli | ESPN |
| 6 juillet | Rapport | Score par quart-temps : 12-19, 22-31, 11-30, 21-25 |                                                |                                                        |  | Chase Center, San Francisco, Californie Affluence : 8 837 Arbitres : Chelisa Painter, Leah Lanie, Ajay Gonnelli | ESPN |
| 6 juillet | Rapport | Cole Swider, 17 Neal Sako, 8 Alondes Williams, 3   | Points Rebonds Passes d.                       | Ethan Thompson, 27 Marques Bolden, 13 Rowe, Spencer, 5 |  | Chase Center, San Francisco, Californie Affluence : 8 837 Arbitres : Chelisa Painter, Leah Lanie, Ajay Gonnelli | ESPN |

| 6 juillet | Rapport | Hornets de Charlotte 97, Spurs de San Antonio 65        | Hornets de Charlotte 97, Spurs de San Antonio 65 | Hornets de Charlotte 97, Spurs de San Antonio 65       |  | Golden 1 Center, Sacramento, Californie Affluence : 0 Arbitres : Kelsey Reynolds, Erik Aellig, Jafar Kinsey | NBA TV |
| 6 juillet | Rapport | Score par quart-temps : 23-9, 20-20, 20-18, 34-18       |                                                  |                                                        |  | Golden 1 Center, Sacramento, Californie Affluence : 0 Arbitres : Kelsey Reynolds, Erik Aellig, Jafar Kinsey | NBA TV |
| 6 juillet | Rapport | Mouhamadou Gueye, 21 Jake Stephens, 8 Zavier Simpson, 8 | Points Rebonds Passes d.                         | Stephon Castle, 12 Nathan Mensah, 10 Stephon Castle, 3 |  | Golden 1 Center, Sacramento, Californie Affluence : 0 Arbitres : Kelsey Reynolds, Erik Aellig, Jafar Kinsey | NBA TV |

| 6 juillet | Rapport | Team China 50, Kings de Sacramento 101            | Team China 50, Kings de Sacramento 101 | Team China 50, Kings de Sacramento 101               |  | Golden 1 Center, Sacramento, Californie Affluence : 0 Arbitres : Mat Rafferty, Ken Jones, Josh Reed | NBA TV |
| 6 juillet | Rapport | Score par quart-temps : 18-31, 11-21, 7-25, 14-24 |                                        |                                                      |  | Golden 1 Center, Sacramento, Californie Affluence : 0 Arbitres : Mat Rafferty, Ken Jones, Josh Reed | NBA TV |
| 6 juillet | Rapport | Cheng Shuaipeng, 16 Yu Jiahao, 5 Trois joueurs, 2 | Points Rebonds Passes d.               | Mason Jones, 19 Drew Timme, 10 C. Jones, M. Jones, 5 |  | Golden 1 Center, Sacramento, Californie Affluence : 0 Arbitres : Mat Rafferty, Ken Jones, Josh Reed | NBA TV |

#### Jour 2
| 7 juillet | Rapport | Heat de Miami 102, Kings de Sacramento 86          | Heat de Miami 102, Kings de Sacramento 86 | Heat de Miami 102, Kings de Sacramento 86         |  | Chase Center, San Francisco, Californie Affluence : 0 Arbitres : Jason Alabanza, Cameron Gelinas, Ajay Gonnelli | NBA TV |
| 7 juillet | Rapport | Score par quart-temps : 27-20, 29-24, 20-22, 26-20 |                                           |                                                   |  | Chase Center, San Francisco, Californie Affluence : 0 Arbitres : Jason Alabanza, Cameron Gelinas, Ajay Gonnelli | NBA TV |
| 7 juillet | Rapport | Kel'el Ware, 26 Kel'el Ware, 11 Isaiah Stevens, 7  | Points Rebonds Passes d.                  | Jordan Ford, 22 Fardaws Aimaq, 9 Fardaws Aimaq, 5 |  | Chase Center, San Francisco, Californie Affluence : 0 Arbitres : Jason Alabanza, Cameron Gelinas, Ajay Gonnelli | NBA TV |

| 7 juillet | Rapport | Lakers de Los Angeles 68, Warriors de Golden State 92  | Lakers de Los Angeles 68, Warriors de Golden State 92 | Lakers de Los Angeles 68, Warriors de Golden State 92 |  | Chase Center, San Francisco, Californie Affluence : 9 674 Arbitres : Chelisa Painter, Julian McFadden, Leah Lanie | NBA TV |
| 7 juillet | Rapport | Score par quart-temps : 17-31, 17-18, 16-24, 18-19     |                                                       |                                                       |  | Chase Center, San Francisco, Californie Affluence : 9 674 Arbitres : Chelisa Painter, Julian McFadden, Leah Lanie | NBA TV |
| 7 juillet | Rapport | Dalton Knecht, 12 Colin Castleton, 10 Trois joueurs, 2 | Points Rebonds Passes d.                              | Ethan Thompson, 22 Ethan Thompson, 11 Kevin Knox, 5   |  | Chase Center, San Francisco, Californie Affluence : 9 674 Arbitres : Chelisa Painter, Julian McFadden, Leah Lanie | NBA TV |

| 7 juillet | Rapport | Team China 63, Hornets de Charlotte 93            | Team China 63, Hornets de Charlotte 93 | Team China 63, Hornets de Charlotte 93                 |  | Golden 1 Center, Sacramento, Californie Affluence : 0 Arbitres : Matt Rafferty, Josh Reed, Jafar Kinsey | ESPN2 |
| 7 juillet | Rapport | Score par quart-temps : 9-26, 18-17, 19-21, 16-29 |                                        |                                                        |  | Golden 1 Center, Sacramento, Californie Affluence : 0 Arbitres : Matt Rafferty, Josh Reed, Jafar Kinsey | ESPN2 |
| 7 juillet | Rapport | Yang Hansen, 12 Zhu Mingzhen, 5 Liao Sanning, 4   | Points Rebonds Passes d.               | Bryce McGowens, 20 Quatre joueurs, 4 Zavier Simpson, 4 |  | Golden 1 Center, Sacramento, Californie Affluence : 0 Arbitres : Matt Rafferty, Josh Reed, Jafar Kinsey | ESPN2 |

| 7 juillet | Rapport | Spurs de San Antonio 59, Kings de Sacramento 85     | Spurs de San Antonio 59, Kings de Sacramento 85 | Spurs de San Antonio 59, Kings de Sacramento 85  |  | Golden 1 Center, Sacramento, Californie Affluence : 0 Arbitres : Ken Jones, Kelsey Reynolds, Kinsey Jafar | ESPN2 |
| 7 juillet | Rapport | Score par quart-temps : 19-23, 15-21, 17-20, 8-21   |                                                 |                                                  |  | Golden 1 Center, Sacramento, Californie Affluence : 0 Arbitres : Ken Jones, Kelsey Reynolds, Kinsey Jafar | ESPN2 |
| 7 juillet | Rapport | Ingram, Ward, 11 Nathan Mensah, 7 Jamaree Bouyea, 4 | Points Rebonds Passes d.                        | Boogie Ellis, 17 Jo Lual-Acuil, 8 Mason Jones, 5 |  | Golden 1 Center, Sacramento, Californie Affluence : 0 Arbitres : Ken Jones, Kelsey Reynolds, Kinsey Jafar | ESPN2 |

#### Jour 3
| 9 juillet | Rapport | Spurs de San Antonio 89, Team China 67                  | Spurs de San Antonio 89, Team China 67 | Spurs de San Antonio 89, Team China 67             |  | Golden 1 Center, Sacramento, Californie Affluence : 0 Arbitres : Kelsey Reynolds, Matt Rafferty, Josh Reed | NBA TV |
| 9 juillet | Rapport | Score par quart-temps : 29-20, 18-24, 17-7, 25-16       |                                        |                                                    |  | Golden 1 Center, Sacramento, Californie Affluence : 0 Arbitres : Kelsey Reynolds, Matt Rafferty, Josh Reed | NBA TV |
| 9 juillet | Rapport | Stephon Castle, 18 Harrison Ingram, 10 Trois joueurs, 5 | Points Rebonds Passes d.               | Liao Sanning, 17 Yang Hansen, 8 Shiyan, Sanning, 3 |  | Golden 1 Center, Sacramento, Californie Affluence : 0 Arbitres : Kelsey Reynolds, Matt Rafferty, Josh Reed | NBA TV |

| 9 juillet | Rapport | Hornets de Charlotte 86, Kings de Sacramento 82        | Hornets de Charlotte 86, Kings de Sacramento 82 | Hornets de Charlotte 86, Kings de Sacramento 82         |  | Golden 1 Center, Sacramento, Californie Affluence : 0 Arbitres : Ken Jones, Erik Aellig, Jafar Kinsey | NBA TV |
| 9 juillet | Rapport | Score par quart-temps : 20-17, 20-28, 24-9, 22-28      |                                                 |                                                         |  | Golden 1 Center, Sacramento, Californie Affluence : 0 Arbitres : Ken Jones, Erik Aellig, Jafar Kinsey | NBA TV |
| 9 juillet | Rapport | Bryce McGowens, 29 Jake Stephens, 10 Black, Simpson, 3 | Points Rebonds Passes d.                        | Jo Lual-Acuil, 19 Lual-Acuil, Sneed, 9 Antoine Davis, 5 |  | Golden 1 Center, Sacramento, Californie Affluence : 0 Arbitres : Ken Jones, Erik Aellig, Jafar Kinsey | NBA TV |

#### Jour 4
| 10 juillet | Rapport | Heat de Miami 80, Lakers de Los Angeles 76                    | Heat de Miami 80, Lakers de Los Angeles 76 | Heat de Miami 80, Lakers de Los Angeles 76            |  | Chase Center, San Francisco, Californie Affluence : 0 Arbitres : Jason Alabanza, Chelisa Painter, Ajay Gonnelli | ESPN2 |
| 10 juillet | Rapport | Score par quart-temps : 21-21, 15-19, 23-18, 21-20            |                                            |                                                       |  | Chase Center, San Francisco, Californie Affluence : 0 Arbitres : Jason Alabanza, Chelisa Painter, Ajay Gonnelli | ESPN2 |
| 10 juillet | Rapport | Johnson, Williams, 21 Alondes Williams, 9 Josh Christopher, 4 | Points Rebonds Passes d.                   | Dalton Knecht, 20 Colin Castleton, 11 Kuhse, Lewis, 5 |  | Chase Center, San Francisco, Californie Affluence : 0 Arbitres : Jason Alabanza, Chelisa Painter, Ajay Gonnelli | ESPN2 |

| 10 juillet | Rapport | Kings de Sacramento 90, Warriors de Golden State 91 | Kings de Sacramento 90, Warriors de Golden State 91 | Kings de Sacramento 90, Warriors de Golden State 91      |  | Chase Center, San Francisco, Californie Affluence : 5 196 Arbitres : Julian McFadden, Cameron Gelinas, Leah Lanie | NBA TV |
| 10 juillet | Rapport | Score par quart-temps : 17-30, 21-29, 27-16, 25-16  |                                                     |                                                          |  | Chase Center, San Francisco, Californie Affluence : 5 196 Arbitres : Julian McFadden, Cameron Gelinas, Leah Lanie | NBA TV |
| 10 juillet | Rapport | Keon Ellis, 30 Colby Jones, 12 Isaac Jones, 8       | Points Rebonds Passes d.                            | Kevin Knox, 19 Bolden, Jackson-Davis, 6 Trois joueurs, 4 |  | Chase Center, San Francisco, Californie Affluence : 5 196 Arbitres : Julian McFadden, Cameron Gelinas, Leah Lanie | NBA TV |

## Salt Lake City Summer League
Le Jazz de l'Utah accueille la Salt Lake City Summer League au Delta Center du 8 au 10 juillet 2024, pour la 9e année.

### Équipes
- Jazz de l'Utah
- Thunder d'Oklahoma City
- Grizzlies de Memphis
- 76ers de Philadelphie

### Matchs

#### Jour 1
| 8 juillet | Rapport | Thunder d'Oklahoma City 92, 76ers de Philadelphie 102 | Thunder d'Oklahoma City 92, 76ers de Philadelphie 102 | Thunder d'Oklahoma City 92, 76ers de Philadelphie 102        |  | Delta Center, Salt Lake City, Utah Affluence : 0 Arbitres : Italo Araujo, Gina Catanzariti, RJ Johnson | ESPN |
| 8 juillet | Rapport | Score par quart-temps : 26-26, 25-32, 18-18, 23-26    |                                                       |                                                              |  | Delta Center, Salt Lake City, Utah Affluence : 0 Arbitres : Italo Araujo, Gina Catanzariti, RJ Johnson | ESPN |
| 8 juillet | Rapport | Adam Flagler, 18 Dillon Jones, 10 Dillon Jones, 7     | Points Rebonds Passes d.                              | Ricky Council IV, 29 Aluma, Council IV, 8 Dowtin, Hampton, 4 |  | Delta Center, Salt Lake City, Utah Affluence : 0 Arbitres : Italo Araujo, Gina Catanzariti, RJ Johnson | ESPN |

| 8 juillet | Rapport | Grizzlies de Memphis 95, Jazz de l'Utah 97                              | Grizzlies de Memphis 95, Jazz de l'Utah 97 | Grizzlies de Memphis 95, Jazz de l'Utah 97            | OT | Delta Center, Salt Lake City, Utah Affluence : 8 572 Arbitres : Julian Scott, Cam Garber, Kastine Evans | ESPN |
| 8 juillet | Rapport | Score par quart-temps : 27-17, 25-24, 14-27, 24-22 ; prolongation : 5-7 |                                            |                                                       | OT | Delta Center, Salt Lake City, Utah Affluence : 8 572 Arbitres : Julian Scott, Cam Garber, Kastine Evans | ESPN |
| 8 juillet | Rapport | Scotty Pippen Jr., 21 Zach Edey, 15 Scotty Pippen Jr., 5                | Points Rebonds Passes d.                   | Keyonte George, 30 Darius Bazley, 9 Isaiah Collier, 6 | OT | Delta Center, Salt Lake City, Utah Affluence : 8 572 Arbitres : Julian Scott, Cam Garber, Kastine Evans | ESPN |

#### Jour 2
| 9 juillet | Rapport | Grizzlies de Memphis 87, 76ers de Philadelphie 85  | Grizzlies de Memphis 87, 76ers de Philadelphie 85 | Grizzlies de Memphis 87, 76ers de Philadelphie 85 |  | Delta Center, Salt Lake City, Utah Affluence : 0 Arbitres : Italo Araujo, Julian Scott, RJ Johnson | ESPN |
| 9 juillet | Rapport | Score par quart-temps : 17-31, 32-18, 16-18, 22-18 |                                                   |                                                   |  | Delta Center, Salt Lake City, Utah Affluence : 0 Arbitres : Italo Araujo, Julian Scott, RJ Johnson | ESPN |
| 9 juillet | Rapport | Jaylen Wells, 27 Trey Jemison, 11 Cam Spencer, 8   | Points Rebonds Passes d.                          | Jeff Dowtin, 18 David Jones, 10 Jeff Dowtin, 6    |  | Delta Center, Salt Lake City, Utah Affluence : 0 Arbitres : Italo Araujo, Julian Scott, RJ Johnson | ESPN |

| 9 juillet | Rapport | Thunder d'Oklahoma City 98, Jazz de l'Utah 75      | Thunder d'Oklahoma City 98, Jazz de l'Utah 75 | Thunder d'Oklahoma City 98, Jazz de l'Utah 75                     |  | Delta Center, Salt Lake City, Utah Affluence : 8 583 Arbitres : Gina Catanzariti, Cam Garber, Kastine Evans | ESPN2 |
| 9 juillet | Rapport | Score par quart-temps : 29-16, 29-24, 19-14, 21-21 |                                               |                                                                   |  | Delta Center, Salt Lake City, Utah Affluence : 8 583 Arbitres : Gina Catanzariti, Cam Garber, Kastine Evans | ESPN2 |
| 9 juillet | Rapport | Dillon Jones, 21 Kylor Kelley, 8 Ajay Mitchell, 10 | Points Rebonds Passes d.                      | Lofton Jr., Sensabaugh, 18 Darius Bazley, 8 Kenneth Lofton Jr., 4 |  | Delta Center, Salt Lake City, Utah Affluence : 8 583 Arbitres : Gina Catanzariti, Cam Garber, Kastine Evans | ESPN2 |

#### Jour 3
| 10 juillet | Rapport | Grizzlies de Memphis 77, Thunder d'Oklahoma City 80       | Grizzlies de Memphis 77, Thunder d'Oklahoma City 80 | Grizzlies de Memphis 77, Thunder d'Oklahoma City 80    |  | Delta Center, Salt Lake City, Utah Affluence : 0 Arbitres : Cam Garber, Italo Araujo, Julian Scott | NBA TV |
| 10 juillet | Rapport | Score par quart-temps : 20-19, 13-15, 18-18, 26-28        |                                                     |                                                        |  | Delta Center, Salt Lake City, Utah Affluence : 0 Arbitres : Cam Garber, Italo Araujo, Julian Scott | NBA TV |
| 10 juillet | Rapport | Trey Jemison, 20 Jarreau, Jemison, 8 Scotty Pippen Jr., 5 | Points Rebonds Passes d.                            | Ajay Mitchell, 21 Keyontae Johnson, 7 Ousmane Dieng, 8 |  | Delta Center, Salt Lake City, Utah Affluence : 0 Arbitres : Cam Garber, Italo Araujo, Julian Scott | NBA TV |

| 10 juillet | Rapport | 76ers de Philadelphie 85, Jazz de l'Utah 93        | 76ers de Philadelphie 85, Jazz de l'Utah 93 | 76ers de Philadelphie 85, Jazz de l'Utah 93             |  | Delta Center, Salt Lake City, Utah Affluence : 8 908 Arbitres : Gina Catanzariti, Kastine Evans, RJ Johnson | ESPN2 |
| 10 juillet | Rapport | Score par quart-temps : 18-19, 26-15, 22-33, 19-26 |                                             |                                                         |  | Delta Center, Salt Lake City, Utah Affluence : 8 908 Arbitres : Gina Catanzariti, Kastine Evans, RJ Johnson | ESPN2 |
| 10 juillet | Rapport | Ricky Council IV, 20 Adem Bona, 6 Jeff Dowtin, 6   | Points Rebonds Passes d.                    | Keyonte George, 31 Walker Kessler, 15 Keyonte George, 5 |  | Delta Center, Salt Lake City, Utah Affluence : 8 908 Arbitres : Gina Catanzariti, Kastine Evans, RJ Johnson | ESPN2 |

## Las Vegas NBA Summer League
La Las Vegas NBA Summer League est la compétition officielle de la NBA Summer League, dont c'est la 18e édition. 76 matchs y sont joués du 12 au 22 juillet 2024 sur deux sites, au Thomas & Mack Center et au Cox Pavilion, situés à Paradise dans le Nevada.

### Format
- Nombre de matchs : Un total de 76 matchs seront joués, chaque équipe jouera au moins cinq matchs et chaque équipe jouera quatre matchs du 12 au 19 juillet.
- Phase finale : Après que chaque équipe ait disputé quatre matchs, les quatre meilleures équipes se qualifieront pour la phase finale et participeront à la demi-finale le 21 juillet, et les deux vainqueurs des matchs de demi-finale participeront à la finale le 22 juillet. Les quatre équipes qualifiées en phase finale seront déterminées par le pourcentage de victoires. En cas d'égalités entre deux ou plusieurs équipes, les règles appliquées qui seront pris en compte sont expliqués ci-dessous.
- Matchs de consolation : Les 26 équipes qui ne se sont pas qualifiées pour la phase finale joueront un cinquième match le 20 ou le 21 juillet.

### Critères de qualification pour la phase finale
- Deux équipes à égalités – En cas d’égalité au terme des quatre premiers matchs impliquant seulement deux équipes, les critères de qualifications sont les suivants :

- - 1 - Face-à-face : Si les deux équipes se sont rencontrées lors des quatre premiers matchs, l'équipe ayant remporté ce match sera qualifié.
  - 2 - Différence de points : L'équipe avec la plus grande différence de points sera qualifiée.
  - 3 - Total de points : L'équipe avec le plus de points au total sera qualifiée.
  - 4 - Tirage au sort : Si aucun des autres critères n'a pu départager les deux équipes, l'équipe qualifiée sera déterminée par un tirage au sort.

- Plus de deux équipes à égalités – En cas d’égalité au terme des quatre premiers matchs impliquant plus de deux équipes, les critères de qualifications sont les suivants :

- - 1 - Différence de points : L'équipe avec la plus grande différence de points sera qualifiée.
  - 2 - Total de points : L'équipe avec le plus de points au total sera qualifiée.
  - 3 - Tirage au sort : Si aucun des autres critères n'a pu départager les équipes, l'équipe qualifiée sera déterminée par un tirage au sort.

### Équipes
| - Hawks d'Atlanta - Celtics de Boston - Nets de Brooklyn - Hornets de Charlotte - Bulls de Chicago - Cavaliers de Cleveland - Mavericks de Dallas - Nuggets de Denver - Pistons de Détroit - Warriors de Golden State | - Rockets de Houston - Pacers de l'Indiana - Clippers de Los Angeles - Lakers de Los Angeles - Grizzlies de Memphis - Heat de Miami - Bucks de Milwaukee - Timberwolves du Minnesota - Knicks de New York - Pelicans de La Nouvelle-Orléans | - Thunder d'Oklahoma City - Magic d'Orlando - 76ers de Philadelphie - Suns de Phoenix - Trail Blazers de Portland - Kings de Sacramento - Spurs de San Antonio - Raptors de Toronto - Jazz de l'Utah - Wizards de Washington |

### Matchs

#### Jour 1
| 12 juillet 16h00 EDT | Rapport | Cavaliers de Cleveland 79, Magic d'Orlando 106     | Cavaliers de Cleveland 79, Magic d'Orlando 106 | Cavaliers de Cleveland 79, Magic d'Orlando 106    |  | Cox Pavilion, Las Vegas, Nevada Affluence : 0 Arbitres : Evan Scott, Brandon Schwab, Jenna Reneau | NBA TV |
| 12 juillet 16h00 EDT | Rapport | Score par quart-temps : 21-36, 20-26, 16-25, 22-19 |                                                |                                                   |  | Cox Pavilion, Las Vegas, Nevada Affluence : 0 Arbitres : Evan Scott, Brandon Schwab, Jenna Reneau | NBA TV |
| 12 juillet 16h00 EDT | Rapport | Emoni Bates, 20 Jaylon Tyson, 8 Darius Brown, 6    | Points Rebonds Passes d.                       | Jett Howard, 22 Huff, Moon, 6 Da Silva, Howard, 4 |  | Cox Pavilion, Las Vegas, Nevada Affluence : 0 Arbitres : Evan Scott, Brandon Schwab, Jenna Reneau | NBA TV |

| 12 juillet 17h00 EDT | Rapport | Pelicans de La Nouvelle-Orléans 74, Timberwolves du Minnesota 81 | Pelicans de La Nouvelle-Orléans 74, Timberwolves du Minnesota 81 | Pelicans de La Nouvelle-Orléans 74, Timberwolves du Minnesota 81 |  | Thomas & Mack Center, Las Vegas, Nevada Affluence : 0 Arbitres : Brandon Adair, Dannica Mosher, Matt Kallio | ESPN2 |
| 12 juillet 17h00 EDT | Rapport | Score par quart-temps : 23-24, 17-21, 16-17, 18-19               |                                                                  |                                                                  |  | Thomas & Mack Center, Las Vegas, Nevada Affluence : 0 Arbitres : Brandon Adair, Dannica Mosher, Matt Kallio | ESPN2 |
| 12 juillet 17h00 EDT | Rapport | Jordan Hawkins, 18 Jordan Hall, 9 Ford, Hawkins, 3               | Points Rebonds Passes d.                                         | Terrence Shannon Jr., 25 Josh Minott, 8 Trois joueurs, 5         |  | Thomas & Mack Center, Las Vegas, Nevada Affluence : 0 Arbitres : Brandon Adair, Dannica Mosher, Matt Kallio | ESPN2 |

| 12 juillet 18h00 EDT | Rapport | Kings de Sacramento 83, Grizzlies de Memphis 103   | Kings de Sacramento 83, Grizzlies de Memphis 103 | Kings de Sacramento 83, Grizzlies de Memphis 103        |  | Cox Pavilion, Las Vegas, Nevada Affluence : 0 Arbitres : Jonathan Sterling, Danielle Scott, Scott Wall | NBA TV |
| 12 juillet 18h00 EDT | Rapport | Score par quart-temps : 19-28, 16-27, 22-24, 26-24 |                                                  |                                                         |  | Cox Pavilion, Las Vegas, Nevada Affluence : 0 Arbitres : Jonathan Sterling, Danielle Scott, Scott Wall | NBA TV |
| 12 juillet 18h00 EDT | Rapport | Mason Jones, 16 Jones, Luc-Acuil, 11 Keon Ellis, 6 | Points Rebonds Passes d.                         | Jake LaRavia, 22 Trey Jemison, 8 Pippen Jr., Spencer, 4 |  | Cox Pavilion, Las Vegas, Nevada Affluence : 0 Arbitres : Jonathan Sterling, Danielle Scott, Scott Wall | NBA TV |

| 12 juillet 19h30 EDT | Rapport | Rockets de Houston 99, Lakers de Los Angeles 80     | Rockets de Houston 99, Lakers de Los Angeles 80 | Rockets de Houston 99, Lakers de Los Angeles 80        |  | Thomas & Mack Center, Las Vegas, Nevada Affluence : 0 Arbitres : Matt Myers, Nate Green, Suyash Mehta | ESPN |
| 12 juillet 19h30 EDT | Rapport | Score par quart-temps : 26-26, 28-19, 26-16, 19-19  |                                                 |                                                        |  | Thomas & Mack Center, Las Vegas, Nevada Affluence : 0 Arbitres : Matt Myers, Nate Green, Suyash Mehta | ESPN |
| 12 juillet 19h30 EDT | Rapport | Reed Sheppard, 23 Cam Whitmore, 10 Reed Sheppard, 5 | Points Rebonds Passes d.                        | Dalton Knecht, 25 Colin Castleton, 10 Trent Forrest, 6 |  | Thomas & Mack Center, Las Vegas, Nevada Affluence : 0 Arbitres : Matt Myers, Nate Green, Suyash Mehta | ESPN |

| 12 juillet 20h00 EDT | Rapport | Nets de Brooklyn 97, Pacers de l'Indiana 95                             | Nets de Brooklyn 97, Pacers de l'Indiana 95 | Nets de Brooklyn 97, Pacers de l'Indiana 95             | OT | Cox Pavilion, Las Vegas, Nevada Affluence : 0 Arbitres : Agon Abazi, Blanca Burns, Omar Bermudez | NBA TV |
| 12 juillet 20h00 EDT | Rapport | Score par quart-temps : 17-21, 16-20, 27-20, 29-28 ; prolongation : 8-6 |                                             |                                                         | OT | Cox Pavilion, Las Vegas, Nevada Affluence : 0 Arbitres : Agon Abazi, Blanca Burns, Omar Bermudez | NBA TV |
| 12 juillet 20h00 EDT | Rapport | Jalen Wilson, 25 Jalen Wilson, 8 Jacob Gilyard, 7                       | Points Rebonds Passes d.                    | Jarace Walker, 25 Oscar Tshiebwe, 19 Quenton Jackson, 5 | OT | Cox Pavilion, Las Vegas, Nevada Affluence : 0 Arbitres : Agon Abazi, Blanca Burns, Omar Bermudez | NBA TV |

| 12 juillet 21h30 EDT | Rapport | Hawks d'Atlanta 88, Wizards de Washington 94              | Hawks d'Atlanta 88, Wizards de Washington 94 | Hawks d'Atlanta 88, Wizards de Washington 94                       |  | Thomas & Mack Center, Las Vegas, Nevada Affluence : 0 Arbitres : Andy Nagy, Simone Jelks, Robert Hussey | ESPN |
| 12 juillet 21h30 EDT | Rapport | Score par quart-temps : 23-14, 19-26, 23-26, 23-28        |                                              |                                                                    |  | Thomas & Mack Center, Las Vegas, Nevada Affluence : 0 Arbitres : Andy Nagy, Simone Jelks, Robert Hussey | ESPN |
| 12 juillet 21h30 EDT | Rapport | Zaccharie Risacher, 18 Dylan Windler, 8 Keaton Wallace, 6 | Points Rebonds Passes d.                     | Carlton Carrington, 19 Carlton Carrington, 9 Carlton Carrington, 8 |  | Thomas & Mack Center, Las Vegas, Nevada Affluence : 0 Arbitres : Andy Nagy, Simone Jelks, Robert Hussey | ESPN |

| 12 juillet 22h00 EDT | Rapport | Nuggets de Denver 78, Clippers de Los Angeles 88         | Nuggets de Denver 78, Clippers de Los Angeles 88 | Nuggets de Denver 78, Clippers de Los Angeles 88    |  | Cox Pavilion, Las Vegas, Nevada Affluence : 0 Arbitres : Angel Kent, Maripier Malo, Alberto Baena | NBA TV |
| 12 juillet 22h00 EDT | Rapport | Score par quart-temps : 16-17, 22-24, 19-19, 21-28       |                                                  |                                                     |  | Cox Pavilion, Las Vegas, Nevada Affluence : 0 Arbitres : Angel Kent, Maripier Malo, Alberto Baena | NBA TV |
| 12 juillet 22h00 EDT | Rapport | Julian Strawther, 25 DaRon Holmes II, 7 Jalen Pickett, 4 | Points Rebonds Passes d.                         | Jordan Miller, 36 Moussa Diabaté, 10 RayJ Dennis, 8 |  | Cox Pavilion, Las Vegas, Nevada Affluence : 0 Arbitres : Angel Kent, Maripier Malo, Alberto Baena | NBA TV |

#### Jour 2
| 13 juillet 16h30 EDT | Rapport | Bucks de Milwaukee 89, Bulls de Chicago 96             | Bucks de Milwaukee 89, Bulls de Chicago 96 | Bucks de Milwaukee 89, Bulls de Chicago 96       |  | Cox Pavilion, Las Vegas, Nevada Affluence : 0 Arbitres : Nate Cearley, Ajay Gonnelli, Kristian Paez | NBA TV |
| 13 juillet 16h30 EDT | Rapport | Score par quart-temps : 27-26, 19-24, 20-30, 23-16     |                                            |                                                  |  | Cox Pavilion, Las Vegas, Nevada Affluence : 0 Arbitres : Nate Cearley, Ajay Gonnelli, Kristian Paez | NBA TV |
| 13 juillet 16h30 EDT | Rapport | MarJon Beauchamp, 22 Ibou Badji, 9 MarJon Beauchamp, 5 | Points Rebonds Passes d.                   | Trois joueurs, 17 Adama Sanogo, 12 DJ Steward, 6 |  | Cox Pavilion, Las Vegas, Nevada Affluence : 0 Arbitres : Nate Cearley, Ajay Gonnelli, Kristian Paez | NBA TV |

| 13 juillet 17h00 EDT | Rapport | Hornets de Charlotte 94, Knicks de New York 90          | Hornets de Charlotte 94, Knicks de New York 90 | Hornets de Charlotte 94, Knicks de New York 90               |  | Thomas & Mack Center, Las Vegas, Nevada Affluence : 0 Arbitres : Clare Aubry, Jafar Kinsey, Deldre Carr | ESPN2 |
| 13 juillet 17h00 EDT | Rapport | Score par quart-temps : 23-12, 24-28, 20-23, 27-27      |                                                |                                                              |  | Thomas & Mack Center, Las Vegas, Nevada Affluence : 0 Arbitres : Clare Aubry, Jafar Kinsey, Deldre Carr | ESPN2 |
| 13 juillet 17h00 EDT | Rapport | Nick Smith Jr., 24 Brandon Miller, 8 Zavier Simpson, 10 | Points Rebonds Passes d.                       | Duane Washington Jr., 26 Kolek, Skapintsev, 7 Tyler Kolek, 7 |  | Thomas & Mack Center, Las Vegas, Nevada Affluence : 0 Arbitres : Clare Aubry, Jafar Kinsey, Deldre Carr | ESPN2 |

| 13 juillet 18h30 EDT | Rapport | Heat de Miami 119, Celtics de Boston 114                     | Heat de Miami 119, Celtics de Boston 114 | Heat de Miami 119, Celtics de Boston 114          |  | Cox Pavilion, Las Vegas, Nevada Affluence : 0 Arbitres : CP Painter, Gina Catanzariti, Shante Anderson | NBA TV |
| 13 juillet 18h30 EDT | Rapport | Score par quart-temps : 38-32, 33-21, 28-29, 30-32           |                                          |                                                   |  | Cox Pavilion, Las Vegas, Nevada Affluence : 0 Arbitres : CP Painter, Gina Catanzariti, Shante Anderson | NBA TV |
| 13 juillet 18h30 EDT | Rapport | Jaime Jaquez Jr., 29 Jaime Jaquez Jr., 11 Isaiah Stevens, 11 | Points Rebonds Passes d.                 | Jaden Springer, 23 Neemias Queta, 9 JD Davison, 7 |  | Cox Pavilion, Las Vegas, Nevada Affluence : 0 Arbitres : CP Painter, Gina Catanzariti, Shante Anderson | NBA TV |

| 13 juillet 19h00 EDT | Rapport | Pistons de Détroit 81, 76ers de Philadelphie 94     | Pistons de Détroit 81, 76ers de Philadelphie 94 | Pistons de Détroit 81, 76ers de Philadelphie 94   |  | Thomas & Mack Center, Las Vegas, Nevada Affluence : 0 Arbitres : Brent Haskill, Hortencia Sanchez-Carrizales, Ariadna Chueca | ESPN2 |
| 13 juillet 19h00 EDT | Rapport | Score par quart-temps : 16-18, 21-23, 26-23, 18-30  |                                                 |                                                   |  | Thomas & Mack Center, Las Vegas, Nevada Affluence : 0 Arbitres : Brent Haskill, Hortencia Sanchez-Carrizales, Ariadna Chueca | ESPN2 |
| 13 juillet 19h00 EDT | Rapport | Ron Holland, 15 Tolu Smith, 11 Jenkins, Klintman, 5 | Points Rebonds Passes d.                        | Ricky Council IV, 24 Keve Aluma, 8 Jeff Dowtin, 8 |  | Thomas & Mack Center, Las Vegas, Nevada Affluence : 0 Arbitres : Brent Haskill, Hortencia Sanchez-Carrizales, Ariadna Chueca | ESPN2 |

| 13 juillet 20h30 EDT | Rapport | Thunder d'Oklahoma City 69, Raptors de Toronto 94    | Thunder d'Oklahoma City 69, Raptors de Toronto 94 | Thunder d'Oklahoma City 69, Raptors de Toronto 94 |  | Cox Pavilion, Las Vegas, Nevada Affluence : 0 Arbitres : Tyler Ricks, Cameron Gelinas, Yann Davidson | NBA TV |
| 13 juillet 20h30 EDT | Rapport | Score par quart-temps : 10-30, 17-18, 23-14, 19-32   |                                                   |                                                   |  | Cox Pavilion, Las Vegas, Nevada Affluence : 0 Arbitres : Tyler Ricks, Cameron Gelinas, Yann Davidson | NBA TV |
| 13 juillet 20h30 EDT | Rapport | Adam Flagler, 23 Dillon Jones, 7 Keyontae Johnson, 4 | Points Rebonds Passes d.                          | Gradey Dick, 18 Gradey Dick, 10 Gradey Dick, 6    |  | Cox Pavilion, Las Vegas, Nevada Affluence : 0 Arbitres : Tyler Ricks, Cameron Gelinas, Yann Davidson | NBA TV |

| 13 juillet 21h00 EDT | Rapport | Spurs de San Antonio 83, Trail Blazers de Portland 77     | Spurs de San Antonio 83, Trail Blazers de Portland 77 | Spurs de San Antonio 83, Trail Blazers de Portland 77 |  | Thomas & Mack Center, Las Vegas, Nevada Affluence : 0 Arbitres : JD Ralls, Gerda Gatling, Peter Praksch | ESPN2 |
| 13 juillet 21h00 EDT | Rapport | Score par quart-temps : 28-18, 23-13, 22-24, 10-22        |                                                       |                                                       |  | Thomas & Mack Center, Las Vegas, Nevada Affluence : 0 Arbitres : JD Ralls, Gerda Gatling, Peter Praksch | ESPN2 |
| 13 juillet 21h00 EDT | Rapport | Stephon Castle, 22 Yauhen Massalski, 14 Jamaree Bouyea, 6 | Points Rebonds Passes d.                              | Alex Reese, 16 Donovan Clingan, 13 Rayan Rupert, 5    |  | Thomas & Mack Center, Las Vegas, Nevada Affluence : 0 Arbitres : JD Ralls, Gerda Gatling, Peter Praksch | ESPN2 |

| 13 juillet 22h30 EDT | Rapport | Jazz de l'Utah 90, Mavericks de Dallas 89               | Jazz de l'Utah 90, Mavericks de Dallas 89 | Jazz de l'Utah 90, Mavericks de Dallas 89                 |  | Cox Pavilion, Las Vegas, Nevada Affluence : 0 Arbitres : Ken Jones, Cameron Garber, Kristaps Konstantinovs | NBA TV |
| 13 juillet 22h30 EDT | Rapport | Score par quart-temps : 19-18, 20-22, 25-30, 26-19      |                                           |                                                           |  | Cox Pavilion, Las Vegas, Nevada Affluence : 0 Arbitres : Ken Jones, Cameron Garber, Kristaps Konstantinovs | NBA TV |
| 13 juillet 22h30 EDT | Rapport | Cody Williams, 21 Taylor Hendricks, 8 Isaiah Collier, 7 | Points Rebonds Passes d.                  | Brandon Williams, 21 Isaiah Whaley, 9 Brandon Williams, 5 |  | Cox Pavilion, Las Vegas, Nevada Affluence : 0 Arbitres : Ken Jones, Cameron Garber, Kristaps Konstantinovs | NBA TV |

| 13 juillet 23h00 EDT | Rapport | Suns de Phoenix 73, Warriors de Golden State 90    | Suns de Phoenix 73, Warriors de Golden State 90 | Suns de Phoenix 73, Warriors de Golden State 90           |  | Thomas & Mack Center, Las Vegas, Nevada Affluence : 0 Arbitres : Italo Araujo, Kastine Evans, Martin Vulic | ESPN2 |
| 13 juillet 23h00 EDT | Rapport | Score par quart-temps : 19-32, 14-18, 22-24, 18-16 |                                                 |                                                           |  | Thomas & Mack Center, Las Vegas, Nevada Affluence : 0 Arbitres : Italo Araujo, Kastine Evans, Martin Vulic | ESPN2 |
| 13 juillet 23h00 EDT | Rapport | Michael Devoe, 19 David Roddy, 7 Michael Devoe, 4  | Points Rebonds Passes d.                        | Daeqwon Plowden, 19 Jackson Rowe, 9 Brandin Podziemski, 6 |  | Thomas & Mack Center, Las Vegas, Nevada Affluence : 0 Arbitres : Italo Araujo, Kastine Evans, Martin Vulic | ESPN2 |

#### Jour 3
| 14 juillet 15h30 EDT | Rapport | Cavaliers de Cleveland 112, Bucks de Milwaukee 81     | Cavaliers de Cleveland 112, Bucks de Milwaukee 81 | Cavaliers de Cleveland 112, Bucks de Milwaukee 81         |  | Cox Pavilion, Las Vegas, Nevada Affluence : 0 Arbitres : Scott Wall, Omar Bermudez, Kaz Beverley | NBA TV |
| 14 juillet 15h30 EDT | Rapport | Score par quart-temps : 38-21, 34-16, 20-27, 20-17    |                                                   |                                                           |  | Cox Pavilion, Las Vegas, Nevada Affluence : 0 Arbitres : Scott Wall, Omar Bermudez, Kaz Beverley | NBA TV |
| 14 juillet 15h30 EDT | Rapport | Emoni Bates, 18 Travers, Tyson, 7 Craig Porter Jr., 7 | Points Rebonds Passes d.                          | MarJon Beauchamp, 19 MarJon Beauchamp, 11 Ryan Rollins, 5 |  | Cox Pavilion, Las Vegas, Nevada Affluence : 0 Arbitres : Scott Wall, Omar Bermudez, Kaz Beverley | NBA TV |

| 14 juillet 16h00 EDT | Rapport | Nets de Brooklyn 78, Clippers de Los Angeles 87   | Nets de Brooklyn 78, Clippers de Los Angeles 87 | Nets de Brooklyn 78, Clippers de Los Angeles 87    |  | Thomas & Mack Center, Las Vegas, Nevada Affluence : 0 Arbitres : Tyler Mirkovich, JP Primm, Wojciech Liszka | ESPN+ |
| 14 juillet 16h00 EDT | Rapport | Score par quart-temps : 18-31, 15-13, 8-18, 37-25 |                                                 |                                                    |  | Thomas & Mack Center, Las Vegas, Nevada Affluence : 0 Arbitres : Tyler Mirkovich, JP Primm, Wojciech Liszka | ESPN+ |
| 14 juillet 16h00 EDT | Rapport | Keon Johnson, 27 Noah Clowney, 7 Jacob Gilyard, 7 | Points Rebonds Passes d.                        | Jordan Miller, 21 Brown, Bannan 6 Jordan Miller, 4 |  | Thomas & Mack Center, Las Vegas, Nevada Affluence : 0 Arbitres : Tyler Mirkovich, JP Primm, Wojciech Liszka | ESPN+ |

| 14 juillet 17h30 EDT | Rapport | Timberwolves du Minnesota 105, Pacers de l'Indiana 94      | Timberwolves du Minnesota 105, Pacers de l'Indiana 94 | Timberwolves du Minnesota 105, Pacers de l'Indiana 94 |  | Cox Pavilion, Las Vegas, Nevada Affluence : 0 Arbitres : Julian McFadden, Kelsey Reynolds, Kristian Paez | NBA TV |
| 14 juillet 17h30 EDT | Rapport | Score par quart-temps : 26-28, 25-16, 27-27, 27-23         |                                                       |                                                       |  | Cox Pavilion, Las Vegas, Nevada Affluence : 0 Arbitres : Julian McFadden, Kelsey Reynolds, Kristian Paez | NBA TV |
| 14 juillet 17h30 EDT | Rapport | Terrence Shannon Jr., 19 Josh Minott, 12 Rob Dillingham, 8 | Points Rebonds Passes d.                              | Johnny Furphy, 18 Oscar Tshiebwe, 9 Tristen Newton, 7 |  | Cox Pavilion, Las Vegas, Nevada Affluence : 0 Arbitres : Julian McFadden, Kelsey Reynolds, Kristian Paez | NBA TV |

| 14 juillet 18h00 EDT | Rapport | Rockets de Houston 109, Wizards de Washington 91       | Rockets de Houston 109, Wizards de Washington 91 | Rockets de Houston 109, Wizards de Washington 91                 |  | Thomas & Mack Center, Las Vegas, Nevada Affluence : 0 Arbitres : Klajdi Mulla, Maripier Malo, Ariadna Chueca | ESPN2 |
| 14 juillet 18h00 EDT | Rapport | Score par quart-temps : 29-23, 30-21, 22-28, 28-19     |                                                  |                                                                  |  | Thomas & Mack Center, Las Vegas, Nevada Affluence : 0 Arbitres : Klajdi Mulla, Maripier Malo, Ariadna Chueca | ESPN2 |
| 14 juillet 18h00 EDT | Rapport | Cam Whitmore, 25 Orlando Robinson, 15 Reed Sheppard, 7 | Points Rebonds Passes d.                         | Justin Champagnie, 19 Justin Champagnie, 7 Carlton Carrington, 5 |  | Thomas & Mack Center, Las Vegas, Nevada Affluence : 0 Arbitres : Klajdi Mulla, Maripier Malo, Ariadna Chueca | ESPN2 |

| 14 juillet 19h30 EDT | Rapport | Magic d'Orlando 91, Pelicans de La Nouvelle-Orléans 86  | Magic d'Orlando 91, Pelicans de La Nouvelle-Orléans 86 | Magic d'Orlando 91, Pelicans de La Nouvelle-Orléans 86     |  | Cox Pavilion, Las Vegas, Nevada Affluence : 0 Arbitres : Blanca Burns, Sarah Willaims, Alberto Baena | NBA TV |
| 14 juillet 19h30 EDT | Rapport | Score par quart-temps : 21-21, 14-24, 25-22, 31-19      |                                                        |                                                            |  | Cox Pavilion, Las Vegas, Nevada Affluence : 0 Arbitres : Blanca Burns, Sarah Willaims, Alberto Baena | NBA TV |
| 14 juillet 19h30 EDT | Rapport | Tristan da Silva, 23 Jarrett Culver, 7 Anthony Black, 6 | Points Rebonds Passes d.                               | Jordan Hawkins, 24 Izaiah Brockington, 6 Karlo Matković, 5 |  | Cox Pavilion, Las Vegas, Nevada Affluence : 0 Arbitres : Blanca Burns, Sarah Willaims, Alberto Baena | NBA TV |

| 14 juillet 20h00 EDT | Rapport | Spurs de San Antonio 79, Hawks d'Atlanta 76            | Spurs de San Antonio 79, Hawks d'Atlanta 76 | Spurs de San Antonio 79, Hawks d'Atlanta 76           |  | Thomas & Mack Center, Las Vegas, Nevada Affluence : 0 Arbitres : Pat O'Connell, Kenny Gardner, Peter Praksch | ESPN2 |
| 14 juillet 20h00 EDT | Rapport | Score par quart-temps : 21-17, 15-20, 20-18, 23-21     |                                             |                                                       |  | Thomas & Mack Center, Las Vegas, Nevada Affluence : 0 Arbitres : Pat O'Connell, Kenny Gardner, Peter Praksch | ESPN2 |
| 14 juillet 20h00 EDT | Rapport | D'Moi Hodge, 13 Yauhen Massalski, 11 Jamaree Bouyea, 4 | Points Rebonds Passes d.                    | E. J. Liddell, 22 Dylan Windler, 12 Quatre joueurs, 3 |  | Thomas & Mack Center, Las Vegas, Nevada Affluence : 0 Arbitres : Pat O'Connell, Kenny Gardner, Peter Praksch | ESPN2 |

| 14 juillet 21h30 EDT | Rapport | Nuggets de Denver 81, Raptors de Toronto 84                 | Nuggets de Denver 81, Raptors de Toronto 84 | Nuggets de Denver 81, Raptors de Toronto 84                 |  | Cox Pavilion, Las Vegas, Nevada Affluence : 0 Arbitres : Marcy Williams, Matt Rafferty, Kristaps Konstantinovs | NBA TV |
| 14 juillet 21h30 EDT | Rapport | Score par quart-temps : 24-20, 19-17, 20-28, 18-19          |                                             |                                                             |  | Cox Pavilion, Las Vegas, Nevada Affluence : 0 Arbitres : Marcy Williams, Matt Rafferty, Kristaps Konstantinovs | NBA TV |
| 14 juillet 21h30 EDT | Rapport | Julian Strawther, 32 Hall, Tyson, 6 Alexander, Strawther, 5 | Points Rebonds Passes d.                    | Javon Freeman-Liberty, 16 Branden Carlson, 7 Jamal Shead, 5 |  | Cox Pavilion, Las Vegas, Nevada Affluence : 0 Arbitres : Marcy Williams, Matt Rafferty, Kristaps Konstantinovs | NBA TV |

| 14 juillet 22h00 EDT | Rapport | Bulls de Chicago 82, Warriors de Golden State 92   | Bulls de Chicago 82, Warriors de Golden State 92 | Bulls de Chicago 82, Warriors de Golden State 92                    |  | Thomas & Mack Center, Las Vegas, Nevada Affluence : 0 Arbitres : Julian Scott, Leah Lanie, Martin Vulic | ESPN2 |
| 14 juillet 22h00 EDT | Rapport | Score par quart-temps : 23-24, 17-19, 19-27, 23-22 |                                                  |                                                                     |  | Thomas & Mack Center, Las Vegas, Nevada Affluence : 0 Arbitres : Julian Scott, Leah Lanie, Martin Vulic | ESPN2 |
| 14 juillet 22h00 EDT | Rapport | Matas Buzelis, 28 Adama Sanogo, 8 DJ Steward, 9    | Points Rebonds Passes d.                         | Brandin Podziemski, 21 Brandin Podziemski, 12 Brandin Podziemski, 7 |  | Thomas & Mack Center, Las Vegas, Nevada Affluence : 0 Arbitres : Julian Scott, Leah Lanie, Martin Vulic | ESPN2 |

#### Jour 4
| 15 juillet 18h00 EDT | Rapport | Thunder d'Oklahoma City 73, Heat de Miami 102      | Thunder d'Oklahoma City 73, Heat de Miami 102 | Thunder d'Oklahoma City 73, Heat de Miami 102                 |  | Cox Pavilion, Las Vegas, Nevada Affluence : 0 Arbitres : Derrick Collins, Suyash Mehta, Danielle Scott | ESPNU |
| 15 juillet 18h00 EDT | Rapport | Score par quart-temps : 20-18, 13-23, 24-32, 16-29 |                                               |                                                               |  | Cox Pavilion, Las Vegas, Nevada Affluence : 0 Arbitres : Derrick Collins, Suyash Mehta, Danielle Scott | ESPNU |
| 15 juillet 18h00 EDT | Rapport | Ajay Mitchell, 21 KJ Williams, 9 Ajay Mitchell, 5  | Points Rebonds Passes d.                      | Christopher, Jaquez Jr., 23 Kel'el Ware, 12 Isaiah Stevens, 7 |  | Cox Pavilion, Las Vegas, Nevada Affluence : 0 Arbitres : Derrick Collins, Suyash Mehta, Danielle Scott | ESPNU |

| 15 juillet 18h30 EDT | Rapport | Pistons de Détroit 87, Rockets de Houston 73         | Pistons de Détroit 87, Rockets de Houston 73 | Pistons de Détroit 87, Rockets de Houston 73        |  | Thomas & Mack Center, Las Vegas, Nevada Affluence : 0 Arbitres : Brandon Adair, Matt Myers, Evan Scott | NBA TV |
| 15 juillet 18h30 EDT | Rapport | Score par quart-temps : 13-16, 24-20, 26-28, 24-9    |                                              |                                                     |  | Thomas & Mack Center, Las Vegas, Nevada Affluence : 0 Arbitres : Brandon Adair, Matt Myers, Evan Scott | NBA TV |
| 15 juillet 18h30 EDT | Rapport | Daniss Jenkins, 26 Bobi Klintman, 9 Marcus Sasser, 8 | Points Rebonds Passes d.                     | A. J. Griffin, 18 Nate Williams, 10 Cam Whitmore, 5 |  | Thomas & Mack Center, Las Vegas, Nevada Affluence : 0 Arbitres : Brandon Adair, Matt Myers, Evan Scott | NBA TV |

| 15 juillet 20h00 EDT | Rapport | Mavericks de Dallas 88, Grizzlies de Memphis 108               | Mavericks de Dallas 88, Grizzlies de Memphis 108 | Mavericks de Dallas 88, Grizzlies de Memphis 108           |  | Cox Pavilion, Las Vegas, Nevada Affluence : 0 Arbitres : Andy Nagy, Brandon Schwab, Kevin Fahy | ESPNU |
| 15 juillet 20h00 EDT | Rapport | Score par quart-temps : 11-30, 23-23, 22-34, 32-21             |                                                  |                                                            |  | Cox Pavilion, Las Vegas, Nevada Affluence : 0 Arbitres : Andy Nagy, Brandon Schwab, Kevin Fahy | ESPNU |
| 15 juillet 20h00 EDT | Rapport | Olivier-Maxence Prosper, 16 Alex Fudge, 7 Prosper, Williams, 4 | Points Rebonds Passes d.                         | G. G. Jackson, 23 G. G. Jackson, 11 LaRavia, Pippen Jr., 7 |  | Cox Pavilion, Las Vegas, Nevada Affluence : 0 Arbitres : Andy Nagy, Brandon Schwab, Kevin Fahy | ESPNU |

| 15 juillet 20h30 EDT | Rapport | Trail Blazers de Portland 97, 76ers de Philadelphie 95  | Trail Blazers de Portland 97, 76ers de Philadelphie 95 | Trail Blazers de Portland 97, 76ers de Philadelphie 95 |  | Thomas & Mack Center, Las Vegas, Nevada Affluence : 0 Arbitres : Jonathan Sterling, Matt Kalio, Simone Jelks | NBA TV |
| 15 juillet 20h30 EDT | Rapport | Score par quart-temps : 24-25, 27-23, 26-29, 20-18      |                                                        |                                                        |  | Thomas & Mack Center, Las Vegas, Nevada Affluence : 0 Arbitres : Jonathan Sterling, Matt Kalio, Simone Jelks | NBA TV |
| 15 juillet 20h30 EDT | Rapport | Bryce McGowens, 20 Donovan Clingan, 11 Kendric Davis, 8 | Points Rebonds Passes d.                               | Ricky Council IV, 18 Tony Bradley, 8 Jeff Dowtin, 8    |  | Thomas & Mack Center, Las Vegas, Nevada Affluence : 0 Arbitres : Jonathan Sterling, Matt Kalio, Simone Jelks | NBA TV |

| 15 juillet 22h00 EDT | Rapport | Jazz de l'Utah 70, Kings de Sacramento 82             | Jazz de l'Utah 70, Kings de Sacramento 82 | Jazz de l'Utah 70, Kings de Sacramento 82     |  | Cox Pavilion, Las Vegas, Nevada Affluence : 0 Arbitres : Jenna Reneau, Jacob Barnett, Yann Davidson | ESPNU |
| 15 juillet 22h00 EDT | Rapport | Score par quart-temps : 9-23, 16-25, 24-17, 21-17     |                                           |                                               |  | Cox Pavilion, Las Vegas, Nevada Affluence : 0 Arbitres : Jenna Reneau, Jacob Barnett, Yann Davidson | ESPNU |
| 15 juillet 22h00 EDT | Rapport | Cody Williams, 14 Bacot, Collier, 6 Isaiah Collier, 3 | Points Rebonds Passes d.                  | Colby Jones, 25 Isaac Jones, 7 Mason Jones, 9 |  | Cox Pavilion, Las Vegas, Nevada Affluence : 0 Arbitres : Jenna Reneau, Jacob Barnett, Yann Davidson | ESPNU |

| 15 juillet 22h30 EDT | Rapport | Celtics de Boston 88, Lakers de Los Angeles 74     | Celtics de Boston 88, Lakers de Los Angeles 74 | Celtics de Boston 88, Lakers de Los Angeles 74       |  | Thomas & Mack Center, Las Vegas, Nevada Affluence : 0 Arbitres : Nate Green, Robert Hussey, Dannica Mosher | NBA TV |
| 15 juillet 22h30 EDT | Rapport | Score par quart-temps : 19-17, 31-17, 15-15, 23-25 |                                                |                                                      |  | Thomas & Mack Center, Las Vegas, Nevada Affluence : 0 Arbitres : Nate Green, Robert Hussey, Dannica Mosher | NBA TV |
| 15 juillet 22h30 EDT | Rapport | Neemias Queta, 22 Neemias Queta, 8 JD Davison, 7   | Points Rebonds Passes d.                       | Dalton Knecht, 19 Colin Castleton, 8 Sean East II, 5 |  | Thomas & Mack Center, Las Vegas, Nevada Affluence : 0 Arbitres : Nate Green, Robert Hussey, Dannica Mosher | NBA TV |

#### Jour 5
| 16 juillet 16h00 EDT | Rapport | Pacers de l'Indiana 98, Suns de Phoenix 94              | Pacers de l'Indiana 98, Suns de Phoenix 94 | Pacers de l'Indiana 98, Suns de Phoenix 94                  |  | Cox Pavilion, Las Vegas, Nevada Affluence : 0 Arbitres : Kelsey Reynolds, Cameron Gelinas, Shante Anderson | ESPNU |
| 16 juillet 16h00 EDT | Rapport | Score par quart-temps : 24-26, 20-28, 29-18, 25-22      |                                            |                                                             |  | Cox Pavilion, Las Vegas, Nevada Affluence : 0 Arbitres : Kelsey Reynolds, Cameron Gelinas, Shante Anderson | ESPNU |
| 16 juillet 16h00 EDT | Rapport | Jarace Walker, 19 Enrique Freeman, 9 Jackson, Newton, 6 | Points Rebonds Passes d.                   | Quinndary Weatherspoon, 17 David Roddy, 12 Michael Devoe, 5 |  | Cox Pavilion, Las Vegas, Nevada Affluence : 0 Arbitres : Kelsey Reynolds, Cameron Gelinas, Shante Anderson | ESPNU |

| 16 juillet 16h30 EDT | Rapport | Knicks de New York 85, Nets de Brooklyn 92                   | Knicks de New York 85, Nets de Brooklyn 92 | Knicks de New York 85, Nets de Brooklyn 92         |  | Thomas & Mack Center, Las Vegas, Nevada Affluence : 0 Arbitres : Tyler Mirkovich, Josh Reed, Kristian Paez | NBA TV |
| 16 juillet 16h30 EDT | Rapport | Score par quart-temps : 28-11, 15-28, 19-18, 23-35           |                                            |                                                    |  | Thomas & Mack Center, Las Vegas, Nevada Affluence : 0 Arbitres : Tyler Mirkovich, Josh Reed, Kristian Paez | NBA TV |
| 16 juillet 16h30 EDT | Rapport | Duane Washington Jr., 21 Dmytro Skapintsev, 9 Tyler Kolek, 7 | Points Rebonds Passes d.                   | Jalen Wilson, 27 Zylan Cheatham, 8 Keon Johnson, 5 |  | Thomas & Mack Center, Las Vegas, Nevada Affluence : 0 Arbitres : Tyler Mirkovich, Josh Reed, Kristian Paez | NBA TV |

| 16 juillet 18h00 EDT | Rapport | Hornets de Charlotte 80, Nuggets de Denver 66           | Hornets de Charlotte 80, Nuggets de Denver 66 | Hornets de Charlotte 80, Nuggets de Denver 66          |  | Cox Pavilion, Las Vegas, Nevada Affluence : 0 Arbitres : Biniam Maru, Kenny Gardner, Alberto Baena | ESPN2 |
| 16 juillet 18h00 EDT | Rapport | Score par quart-temps : 22-15, 17-21, 20-15, 21-15      |                                               |                                                        |  | Cox Pavilion, Las Vegas, Nevada Affluence : 0 Arbitres : Biniam Maru, Kenny Gardner, Alberto Baena | ESPN2 |
| 16 juillet 18h00 EDT | Rapport | Nick Smith Jr., 21 Tidjane Salaün, 10 Zavier Simpson, 8 | Points Rebonds Passes d.                      | Hunter Tyson, 20 Alexander, Toney, 8 Pickett, Young, 3 |  | Cox Pavilion, Las Vegas, Nevada Affluence : 0 Arbitres : Biniam Maru, Kenny Gardner, Alberto Baena | ESPN2 |

| 16 juillet 18h30 EDT | Rapport | Bulls de Chicago 77, Pistons de Détroit 85         | Bulls de Chicago 77, Pistons de Détroit 85 | Bulls de Chicago 77, Pistons de Détroit 85           |  | Thomas & Mack Center, Las Vegas, Nevada Affluence : 0 Arbitres : Klajdi Mulla, Ken Jones, Cameron Garber | NBA TV |
| 16 juillet 18h30 EDT | Rapport | Score par quart-temps : 31-17, 13-21, 20-24, 13-23 |                                            |                                                      |  | Thomas & Mack Center, Las Vegas, Nevada Affluence : 0 Arbitres : Klajdi Mulla, Ken Jones, Cameron Garber | NBA TV |
| 16 juillet 18h30 EDT | Rapport | Matas Buzelis, 18 Julian Phillips, 7 DJ Steward, 6 | Points Rebonds Passes d.                   | Jayce Johnson, 19 Bobi Klintman, 12 Javante McCoy, 5 |  | Thomas & Mack Center, Las Vegas, Nevada Affluence : 0 Arbitres : Klajdi Mulla, Ken Jones, Cameron Garber | NBA TV |

| 16 juillet 20h00 EDT | Rapport | 76ers de Philadelphie 92, Timberwolves du Minnesota 90 | 76ers de Philadelphie 92, Timberwolves du Minnesota 90 | 76ers de Philadelphie 92, Timberwolves du Minnesota 90 |  | Cox Pavilion, Las Vegas, Nevada Affluence : 0 Arbitres : Julian Scott, Bobby Bissant, Kristaps Konstantinovs | ESPN2 |
| 16 juillet 20h00 EDT | Rapport | Score par quart-temps : 25-22, 23-24, 28-14, 16-30     |                                                        |                                                        |  | Cox Pavilion, Las Vegas, Nevada Affluence : 0 Arbitres : Julian Scott, Bobby Bissant, Kristaps Konstantinovs | ESPN2 |
| 16 juillet 20h00 EDT | Rapport | Jared McCain, 21 Adem Bona, 9 Dowtin, Edwards, 3       | Points Rebonds Passes d.                               | Miller, Nix, 22 Leonard Miller, 13 Rob Dillingham, 7   |  | Cox Pavilion, Las Vegas, Nevada Affluence : 0 Arbitres : Julian Scott, Bobby Bissant, Kristaps Konstantinovs | ESPN2 |

| 16 juillet 20h30 EDT | Rapport | Wizards de Washington 80, Trail Blazers de Portland 82           | Wizards de Washington 80, Trail Blazers de Portland 82 | Wizards de Washington 80, Trail Blazers de Portland 82 |  | Thomas & Mack Center, Las Vegas, Nevada Affluence : 0 Arbitres : CP Painter, Jason Alabanza, Peter Praksch | NBA TV |
| 16 juillet 20h30 EDT | Rapport | Score par quart-temps : 18-17, 20-22, 22-27, 20-16               |                                                        |                                                        |  | Thomas & Mack Center, Las Vegas, Nevada Affluence : 0 Arbitres : CP Painter, Jason Alabanza, Peter Praksch | NBA TV |
| 16 juillet 20h30 EDT | Rapport | Carlton Carrington, 20 Champagnie, Sarr, 9 Carlton Carrington, 5 | Points Rebonds Passes d.                               | Bryce McGowens, 19 Donovan Clingan, 13 Kris Murray, 4  |  | Thomas & Mack Center, Las Vegas, Nevada Affluence : 0 Arbitres : CP Painter, Jason Alabanza, Peter Praksch | NBA TV |

| 16 juillet 22h00 EDT | Rapport | Clippers de Los Angeles 112, Bucks de Milwaukee 97 | Clippers de Los Angeles 112, Bucks de Milwaukee 97 | Clippers de Los Angeles 112, Bucks de Milwaukee 97        |  | Cox Pavilion, Las Vegas, Nevada Affluence : 0 Arbitres : Catherine Chang, Julian McFadden, Wojciech Liszka | ESPN2 |
| 16 juillet 22h00 EDT | Rapport | Score par quart-temps : 28-22, 30-23, 30-31, 24-21 |                                                    |                                                           |  | Cox Pavilion, Las Vegas, Nevada Affluence : 0 Arbitres : Catherine Chang, Julian McFadden, Wojciech Liszka | ESPN2 |
| 16 juillet 22h00 EDT | Rapport | Jordan Miller, 23 Kobe Brown, 9 Kobe Brown, 6      | Points Rebonds Passes d.                           | Ryan Rollins, 24 Chris Livingston, 12 MarJon Beauchamp, 6 |  | Cox Pavilion, Las Vegas, Nevada Affluence : 0 Arbitres : Catherine Chang, Julian McFadden, Wojciech Liszka | ESPN2 |

| 16 juillet 22h30 EDT | Rapport | Pelicans de La Nouvelle-Orléans 85, Spurs de San Antonio 90 | Pelicans de La Nouvelle-Orléans 85, Spurs de San Antonio 90 | Pelicans de La Nouvelle-Orléans 85, Spurs de San Antonio 90 |  | Thomas & Mack Center, Las Vegas, Nevada Affluence : 0 Arbitres : Teresa Stuck, JP Primm, Ariadna Chueca | NBA TV |
| 16 juillet 22h30 EDT | Rapport | Score par quart-temps : 21-21, 20-24, 19-22, 25-23          |                                                             |                                                             |  | Thomas & Mack Center, Las Vegas, Nevada Affluence : 0 Arbitres : Teresa Stuck, JP Primm, Ariadna Chueca | NBA TV |
| 16 juillet 22h30 EDT | Rapport | Karlo Matković, 25 Karlo Matković, 5 Jordan Hall, 5         | Points Rebonds Passes d.                                    | Riley Minix, 16 Yauhen Massalski, 10 Donovan Williams, 5    |  | Thomas & Mack Center, Las Vegas, Nevada Affluence : 0 Arbitres : Teresa Stuck, JP Primm, Ariadna Chueca | NBA TV |

#### Jour 6
| 17 juillet 15h00 EDT | Rapport | Heat de Miami 92, Mavericks de Dallas 79           | Heat de Miami 92, Mavericks de Dallas 79 | Heat de Miami 92, Mavericks de Dallas 79            |  | Thomas & Mack Center, Las Vegas, Nevada Affluence : 0 Arbitres : Brent Haskill, Omar Bermudez, Martin Vulic | ESPN2 |
| 17 juillet 15h00 EDT | Rapport | Score par quart-temps : 14-21, 23-11, 24-25, 31-22 |                                          |                                                     |  | Thomas & Mack Center, Las Vegas, Nevada Affluence : 0 Arbitres : Brent Haskill, Omar Bermudez, Martin Vulic | ESPN2 |
| 17 juillet 15h00 EDT | Rapport | Kel'el Ware, 24 Kel'el Ware, 10 Isaiah Stevens, 8  | Points Rebonds Passes d.                 | A. J. Lawson, 22 Emanuel Miller, 8 Trois joueurs, 3 |  | Thomas & Mack Center, Las Vegas, Nevada Affluence : 0 Arbitres : Brent Haskill, Omar Bermudez, Martin Vulic | ESPN2 |

| 17 juillet 15h30 EDT | Rapport | Kings de Sacramento 105, Knicks de New York 106    | Kings de Sacramento 105, Knicks de New York 106 | Kings de Sacramento 105, Knicks de New York 106   |  | Cox Pavilion, Las Vegas, Nevada Affluence : 0 Arbitres : Paul Tuomey, Hortencia Sanchez-Carrizales, Jacob Barnett | NBA TV |
| 17 juillet 15h30 EDT | Rapport | Score par quart-temps : 30-23, 23-30, 22-25, 30-28 |                                                 |                                                   |  | Cox Pavilion, Las Vegas, Nevada Affluence : 0 Arbitres : Paul Tuomey, Hortencia Sanchez-Carrizales, Jacob Barnett | NBA TV |
| 17 juillet 15h30 EDT | Rapport | Keon Ellis, 29 Isaac Jones, 8 Mason Jones, 7       | Points Rebonds Passes d.                        | Tyler Kolek, 21 Ariel Hukporti, 10 Tyler Kolek, 8 |  | Cox Pavilion, Las Vegas, Nevada Affluence : 0 Arbitres : Paul Tuomey, Hortencia Sanchez-Carrizales, Jacob Barnett | NBA TV |

| 17 juillet 17h00 EDT | Rapport | Raptors de Toronto 76, Jazz de l'Utah 86                    | Raptors de Toronto 76, Jazz de l'Utah 86 | Raptors de Toronto 76, Jazz de l'Utah 86                   |  | Thomas & Mack Center, Las Vegas, Nevada Affluence : 0 Arbitres : Pat O'Connell, Maripier Malo, Yann Davidson | ESPN2 |
| 17 juillet 17h00 EDT | Rapport | Score par quart-temps : 21-19, 10-23, 20-26, 25-18          |                                          |                                                            |  | Thomas & Mack Center, Las Vegas, Nevada Affluence : 0 Arbitres : Pat O'Connell, Maripier Malo, Yann Davidson | ESPN2 |
| 17 juillet 17h00 EDT | Rapport | Javon Freeman-Liberty, 24 Ulrich Chomche, 7 Ochai Agbaji, 4 | Points Rebonds Passes d.                 | Taylor Hendricks, 23 Taylor Hendricks, 9 Isaiah Collier, 5 |  | Thomas & Mack Center, Las Vegas, Nevada Affluence : 0 Arbitres : Pat O'Connell, Maripier Malo, Yann Davidson | ESPN2 |

| 17 juillet 17h30 EDT | Rapport | Celtics de Boston 89, Hornets de Charlotte 84              | Celtics de Boston 89, Hornets de Charlotte 84 | Celtics de Boston 89, Hornets de Charlotte 84           |  | Cox Pavilion, Las Vegas, Nevada Affluence : 0 Arbitres : Nate Cearley, Matt Rafferty, Ajay Gonnelli | NBA TV |
| 17 juillet 17h30 EDT | Rapport | Score par quart-temps : 19-19, 14-20, 23-21, 33-24         |                                               |                                                         |  | Cox Pavilion, Las Vegas, Nevada Affluence : 0 Arbitres : Nate Cearley, Matt Rafferty, Ajay Gonnelli | NBA TV |
| 17 juillet 17h30 EDT | Rapport | Ramsey, Watson, 15 Baylor Scheierman, 6 Jahmi'us Ramsey, 5 | Points Rebonds Passes d.                      | Zavier Simpson, 19 James Banks III, 7 Zavier Simpson, 6 |  | Cox Pavilion, Las Vegas, Nevada Affluence : 0 Arbitres : Nate Cearley, Matt Rafferty, Ajay Gonnelli | NBA TV |

| 17 juillet 19h00 EDT | Rapport | Grizzlies de Memphis 104, Magic d'Orlando 98             | Grizzlies de Memphis 104, Magic d'Orlando 98 | Grizzlies de Memphis 104, Magic d'Orlando 98       |  | Thomas & Mack Center, Las Vegas, Nevada Affluence : 0 Arbitres : JD Ralls, Gina Catanzariti, Kaz Beverley | ESPN+ |
| 17 juillet 19h00 EDT | Rapport | Score par quart-temps : 33-24, 24-16, 18-34, 29-24       |                                              |                                                    |  | Thomas & Mack Center, Las Vegas, Nevada Affluence : 0 Arbitres : JD Ralls, Gina Catanzariti, Kaz Beverley | ESPN+ |
| 17 juillet 19h00 EDT | Rapport | G. G. Jackson, 27 G. G. Jackson, 13 Scotty Pippen Jr., 9 | Points Rebonds Passes d.                     | Jett Howard, 21 Culver, Da Silva, 6 Xavier Moon, 8 |  | Thomas & Mack Center, Las Vegas, Nevada Affluence : 0 Arbitres : JD Ralls, Gina Catanzariti, Kaz Beverley | ESPN+ |

| 17 juillet 20h00 EDT | Rapport | Suns de Phoenix 100, Thunder d'Oklahoma City 99    | Suns de Phoenix 100, Thunder d'Oklahoma City 99 | Suns de Phoenix 100, Thunder d'Oklahoma City 99            |  | Cox Pavilion, Las Vegas, Nevada Affluence : 0 Arbitres : Derrick Collins, Ryan Johnson, Rachael Rayford | NBA TV |
| 17 juillet 20h00 EDT | Rapport | Score par quart-temps : 22-28, 25-27, 24-23, 29-21 |                                                 |                                                            |  | Cox Pavilion, Las Vegas, Nevada Affluence : 0 Arbitres : Derrick Collins, Ryan Johnson, Rachael Rayford | NBA TV |
| 17 juillet 20h00 EDT | Rapport | David Roddy, 21 Oso Ighodaro, 8 David Roddy, 5     | Points Rebonds Passes d.                        | Buddy Boeheim, 20 Keyontae Johnson, 7 Hunter Maldonado, 10 |  | Cox Pavilion, Las Vegas, Nevada Affluence : 0 Arbitres : Derrick Collins, Ryan Johnson, Rachael Rayford | NBA TV |

| 17 juillet 21h30 EDT | Rapport | Lakers de Los Angeles 87, Hawks d'Atlanta 86                  | Lakers de Los Angeles 87, Hawks d'Atlanta 86 | Lakers de Los Angeles 87, Hawks d'Atlanta 86       |  | Thomas & Mack Center, Las Vegas, Nevada Affluence : 0 Arbitres : Italo Araujo, Erik Aellig, Stacie Blow | ESPN |
| 17 juillet 21h30 EDT | Rapport | Score par quart-temps :' 21-20, 23-21, 19-31, 24-14           |                                              |                                                    |  | Thomas & Mack Center, Las Vegas, Nevada Affluence : 0 Arbitres : Italo Araujo, Erik Aellig, Stacie Blow | ESPN |
| 17 juillet 21h30 EDT | Rapport | Colin Castleton, 17 Colin Castleton, 12 Castleton, East II, 6 | Points Rebonds Passes d.                     | Robert Baker, 17 Miles Norris, 8 Keaton Wallace, 5 |  | Thomas & Mack Center, Las Vegas, Nevada Affluence : 0 Arbitres : Italo Araujo, Erik Aellig, Stacie Blow | ESPN |

| 17 juillet 22h00 EDT | Rapport | Warriors de Golden State 96, Cavaliers de Cleveland 85   | Warriors de Golden State 96, Cavaliers de Cleveland 85 | Warriors de Golden State 96, Cavaliers de Cleveland 85 |  | Cox Pavilion, Las Vegas, Nevada Affluence : 0 Arbitres : Angel Kent, Jafar Kinsey, Kastine Evans | NBA TV |
| 17 juillet 22h00 EDT | Rapport | Score par quart-temps : 26-22, 28-16, 21-20, 21-27       |                                                        |                                                        |  | Cox Pavilion, Las Vegas, Nevada Affluence : 0 Arbitres : Angel Kent, Jafar Kinsey, Kastine Evans | NBA TV |
| 17 juillet 22h00 EDT | Rapport | Daeqwon Plowden, 16 Roman Sorkin, 10 Collins, Spencer, 7 | Points Rebonds Passes d.                               | Craig Porter Jr., 14 Pete Nance, 8 Jaylon Tyson, 4     |  | Cox Pavilion, Las Vegas, Nevada Affluence : 0 Arbitres : Angel Kent, Jafar Kinsey, Kastine Evans | NBA TV |

#### Jour 7
| 18 juillet 16h30 EDT | Rapport | Pacers de l'Indiana 71, Nuggets de Denver 86          | Pacers de l'Indiana 71, Nuggets de Denver 86 | Pacers de l'Indiana 71, Nuggets de Denver 86 |  | Thomas & Mack Center, Las Vegas, Nevada Affluence : 0 Arbitres : Jenna Schroeder, Kevin Fahy, Charles Watson | ESPN2 |
| 18 juillet 16h30 EDT | Rapport | Score par quart-temps : 13-18, 13-24, 26-17, 19-27    |                                              |                                              |  | Thomas & Mack Center, Las Vegas, Nevada Affluence : 0 Arbitres : Jenna Schroeder, Kevin Fahy, Charles Watson | ESPN2 |
| 18 juillet 16h30 EDT | Rapport | Tristen Newton, 15 Jarace Walker, 11 Jarace Walker, 6 | Points Rebonds Passes d.                     | Hunter Tyson, 23 PJ Hall, 13 PJ Hall, 3      |  | Thomas & Mack Center, Las Vegas, Nevada Affluence : 0 Arbitres : Jenna Schroeder, Kevin Fahy, Charles Watson | ESPN2 |

| 18 juillet 18h00 EDT | Rapport | Grizzlies de Memphis 88, Pelicans de La Nouvelle-Orléans 77    | Grizzlies de Memphis 88, Pelicans de La Nouvelle-Orléans 77 | Grizzlies de Memphis 88, Pelicans de La Nouvelle-Orléans 77 |  | Cox Pavilion, Las Vegas, Nevada Affluence : 0 Arbitres : Blanca Burns, Julian McFadden, William McClatchy | NBA TV |
| 18 juillet 18h00 EDT | Rapport | Score par quart-temps : 25-25, 18-18, 23-16, 22-18             |                                                             |                                                             |  | Cox Pavilion, Las Vegas, Nevada Affluence : 0 Arbitres : Blanca Burns, Julian McFadden, William McClatchy | NBA TV |
| 18 juillet 18h00 EDT | Rapport | Jackson, Pippen Jr., 17 G. G. Jackson, 7 Scotty Pippen Jr., 11 | Points Rebonds Passes d.                                    | Jordan Ford, 16 Yves Missi, 6 Jordan Ford, 4                |  | Cox Pavilion, Las Vegas, Nevada Affluence : 0 Arbitres : Blanca Burns, Julian McFadden, William McClatchy | NBA TV |

| 18 juillet 19h00 EDT | Rapport | Wizards de Washington 73, Kings de Sacramento 69            | Wizards de Washington 73, Kings de Sacramento 69 | Wizards de Washington 73, Kings de Sacramento 69 |  | Thomas & Mack Center, Las Vegas, Nevada Affluence : 0 Arbitres : Tyler Ricks, Catherine Chang, Josh Reed | ESPN |
| 18 juillet 19h00 EDT | Rapport | Score par quart-temps : 17-19, 26-16, 14-20, 16-14          |                                                  |                                                  |  | Thomas & Mack Center, Las Vegas, Nevada Affluence : 0 Arbitres : Tyler Ricks, Catherine Chang, Josh Reed | ESPN |
| 18 juillet 19h00 EDT | Rapport | Jules Bernard, 20 Alexandre Sarr, 11 Patrick Baldwin Jr., 5 | Points Rebonds Passes d.                         | Boogie Ellis, 15 Isaac Jones, 10 Mason Jones, 8  |  | Thomas & Mack Center, Las Vegas, Nevada Affluence : 0 Arbitres : Tyler Ricks, Catherine Chang, Josh Reed | ESPN |

| 18 juillet 20h00 EDT | Rapport | Magic d'Orlando 100, Nets de Brooklyn 102                               | Magic d'Orlando 100, Nets de Brooklyn 102 | Magic d'Orlando 100, Nets de Brooklyn 102          | OT | Cox Pavilion, Las Vegas, Nevada Affluence : 0 Arbitres : Biniam Maru, Jason Alabanza, Lars Murray | NBA TV |
| 18 juillet 20h00 EDT | Rapport | Score par quart-temps : 23-18, 18-31, 31-26, 23-20 ; prolongation : 5-7 |                                           |                                                    | OT | Cox Pavilion, Las Vegas, Nevada Affluence : 0 Arbitres : Biniam Maru, Jason Alabanza, Lars Murray | NBA TV |
| 18 juillet 20h00 EDT | Rapport | Huff, Maledon, 20 Gardner, Rhoden, 7 Théo Maledon, 6                    | Points Rebonds Passes d.                  | Jalen Wilson, 33 Jalen Wilson, 10 Keon Johnson, 10 | OT | Cox Pavilion, Las Vegas, Nevada Affluence : 0 Arbitres : Biniam Maru, Jason Alabanza, Lars Murray | NBA TV |

| 18 juillet 21h00 EDT | Rapport | Lakers de Los Angeles 93, Cavaliers de Cleveland 89   | Lakers de Los Angeles 93, Cavaliers de Cleveland 89 | Lakers de Los Angeles 93, Cavaliers de Cleveland 89 |  | Thomas & Mack Center, Las Vegas, Nevada Affluence : 0 Arbitres : Agon Abazi, Clare Aubry, Ashley Birch | ESPN |
| 18 juillet 21h00 EDT | Rapport | Score par quart-temps : 24-20, 22-30, 22-22, 25-17    |                                                     |                                                     |  | Thomas & Mack Center, Las Vegas, Nevada Affluence : 0 Arbitres : Agon Abazi, Clare Aubry, Ashley Birch | ESPN |
| 18 juillet 21h00 EDT | Rapport | Dalton Knecht, 20 Dalton Knecht, 7 Colin Castleton, 7 | Points Rebonds Passes d.                            | Jaylon Tyson, 21 Jaylon Tyson, 11 Jaylon Tyson, 9   |  | Thomas & Mack Center, Las Vegas, Nevada Affluence : 0 Arbitres : Agon Abazi, Clare Aubry, Ashley Birch | ESPN |

| 18 juillet 22h00 EDT | Rapport | Clippers de Los Angeles 105, Jazz de l'Utah 88     | Clippers de Los Angeles 105, Jazz de l'Utah 88 | Clippers de Los Angeles 105, Jazz de l'Utah 88           |  | Cox Pavilion, Las Vegas, Nevada Affluence : 0 Arbitres : Jenna Reneau, Gerda Gatling, Geness Perrymond | NBA TV |
| 18 juillet 22h00 EDT | Rapport | Score par quart-temps : 13-19, 30-21, 27-24, 35-24 |                                                |                                                          |  | Cox Pavilion, Las Vegas, Nevada Affluence : 0 Arbitres : Jenna Reneau, Gerda Gatling, Geness Perrymond | NBA TV |
| 18 juillet 22h00 EDT | Rapport | Kobe Brown, 22 Moussa Diabaté, 9 Kobe Brown, 6     | Points Rebonds Passes d.                       | Isaiah Collier, 20 Bacot, Kinsey, 6 Collier, Williams, 3 |  | Cox Pavilion, Las Vegas, Nevada Affluence : 0 Arbitres : Jenna Reneau, Gerda Gatling, Geness Perrymond | NBA TV |

| 18 juillet 23h00 EDT | Rapport | Timberwolves du Minnesota 93, Rockets de Houston 83  | Timberwolves du Minnesota 93, Rockets de Houston 83 | Timberwolves du Minnesota 93, Rockets de Houston 83    |  | Thomas & Mack Center, Las Vegas, Nevada Affluence : 0 Arbitres : Isaac Barnett, Marcy Williams, Ryo Hasbe | ESPN |
| 18 juillet 23h00 EDT | Rapport | Score par quart-temps : 29-16, 17-23, 18-22, 29-22   |                                                     |                                                        |  | Thomas & Mack Center, Las Vegas, Nevada Affluence : 0 Arbitres : Isaac Barnett, Marcy Williams, Ryo Hasbe | ESPN |
| 18 juillet 23h00 EDT | Rapport | Leonard Miller, 21 Leonard Miller, 11 Daishen Nix, 7 | Points Rebonds Passes d.                            | Reed Sheppard, 20 Orlando Robinson, 9 Reed Sheppard, 7 |  | Thomas & Mack Center, Las Vegas, Nevada Affluence : 0 Arbitres : Isaac Barnett, Marcy Williams, Ryo Hasbe | ESPN |

#### Jour 8
| 19 juillet 16h00 EDT | Rapport | Bucks de Milwaukee 90, Suns de Phoenix 115                       | Bucks de Milwaukee 90, Suns de Phoenix 115 | Bucks de Milwaukee 90, Suns de Phoenix 115           |  | Thomas & Mack Center, Las Vegas, Nevada Affluence : 0 Arbitres : Teresa Stuck, JP Primm, Stacie Blow | NBA TV |
| 19 juillet 16h00 EDT | Rapport | Score par quart-temps : 11-31, 22-25, 29-30, 28-29               |                                            |                                                      |  | Thomas & Mack Center, Las Vegas, Nevada Affluence : 0 Arbitres : Teresa Stuck, JP Primm, Stacie Blow | NBA TV |
| 19 juillet 16h00 EDT | Rapport | Chris Livingston, 20 Beauchamp, Livingston, 8 Besson, Johnson, 4 | Points Rebonds Passes d.                   | Isaiah Wong, 19 Oso Ighodaro, 11 Ighodaro, Walker, 5 |  | Thomas & Mack Center, Las Vegas, Nevada Affluence : 0 Arbitres : Teresa Stuck, JP Primm, Stacie Blow | NBA TV |

| 19 juillet 16h30 EDT | Rapport | Mavericks de Dallas 101, Celtics de Boston 90                    | Mavericks de Dallas 101, Celtics de Boston 90 | Mavericks de Dallas 101, Celtics de Boston 90     |  | Cox Pavilion, Las Vegas, Nevada Affluence : 0 Arbitres : Tyler Mirkovich, Bobby Bissant, Kastine Evans | ESPNU |
| 19 juillet 16h30 EDT | Rapport | Score par quart-temps : 30-22, 25-23, 21-24, 25-21               |                                               |                                                   |  | Cox Pavilion, Las Vegas, Nevada Affluence : 0 Arbitres : Tyler Mirkovich, Bobby Bissant, Kastine Evans | ESPNU |
| 19 juillet 16h30 EDT | Rapport | Olivier-Maxence Prosper, 22 Gortman, Miller, 7 Jazian Gortman, 5 | Points Rebonds Passes d.                      | Jaelen House, 18 Jordan Walsh, 11 Jaelen House, 9 |  | Cox Pavilion, Las Vegas, Nevada Affluence : 0 Arbitres : Tyler Mirkovich, Bobby Bissant, Kastine Evans | ESPNU |

| 19 juillet 18h00 EDT | Rapport | Hawks d'Atlanta 99, Bulls de Chicago 103                                | Hawks d'Atlanta 99, Bulls de Chicago 103 | Hawks d'Atlanta 99, Bulls de Chicago 103     | OT | Thomas & Mack Center, Las Vegas, Nevada Affluence : 0 Arbitres : Cameron Gelinas, Rachael Rayford, Gina Catanzariti | NBA TV |
| 19 juillet 18h00 EDT | Rapport | Score par quart-temps : 17-24, 25-34, 26-18, 28-20 ; prolongation : 3-7 |                                          |                                              | OT | Thomas & Mack Center, Las Vegas, Nevada Affluence : 0 Arbitres : Cameron Gelinas, Rachael Rayford, Gina Catanzariti | NBA TV |
| 19 juillet 18h00 EDT | Rapport | Keaton Wallace, 22 Dylan Windler, 7 Jarkel Joiner, 8                    | Points Rebonds Passes d.                 | DJ Steward, 37 Adama Sanogo, 9 DJ Steward, 7 | OT | Thomas & Mack Center, Las Vegas, Nevada Affluence : 0 Arbitres : Cameron Gelinas, Rachael Rayford, Gina Catanzariti | NBA TV |

| 19 juillet 19h00 EDT | Rapport | Knicks de New York 91, Pistons de Détroit 90               | Knicks de New York 91, Pistons de Détroit 90 | Knicks de New York 91, Pistons de Détroit 90         |  | Cox Pavilion, Las Vegas, Nevada Affluence : 0 Arbitres : Klajdi Mulla, Ken Jones, Kenny Gardner | ESPN |
| 19 juillet 19h00 EDT | Rapport | Score par quart-temps : 28-27, 27-18, 21-18, 15-27         |                                              |                                                      |  | Cox Pavilion, Las Vegas, Nevada Affluence : 0 Arbitres : Klajdi Mulla, Ken Jones, Kenny Gardner | ESPN |
| 19 juillet 19h00 EDT | Rapport | Dmytro Skapintsev, 17 Dmytro Skapintsev, 10 Tyler Kolek, 7 | Points Rebonds Passes d.                     | Marcus Sasser, 24 Tolu Smith, 14 Klintman, Sasser, 5 |  | Cox Pavilion, Las Vegas, Nevada Affluence : 0 Arbitres : Klajdi Mulla, Ken Jones, Kenny Gardner | ESPN |

| 19 juillet 20h30 EDT | Rapport | 76ers de Philadelphie 96, Spurs de San Antonio 80  | 76ers de Philadelphie 96, Spurs de San Antonio 80 | 76ers de Philadelphie 96, Spurs de San Antonio 80        |  | Thomas & Mack Center, Las Vegas, Nevada Affluence : 0 Arbitres : Charles Watson, Sarah Williams, Austin Spiker | NBA TV |
| 19 juillet 20h30 EDT | Rapport | Score par quart-temps : 25-12, 17-25, 22-26, 32-17 |                                                   |                                                          |  | Thomas & Mack Center, Las Vegas, Nevada Affluence : 0 Arbitres : Charles Watson, Sarah Williams, Austin Spiker | NBA TV |
| 19 juillet 20h30 EDT | Rapport | Ricky Council IV, 20 Keve Aluma, 9 Jeff Dowtin, 5  | Points Rebonds Passes d.                          | Jamaree Bouyea, 15 Harrison Ingram, 9 Cissoko, Ingram, 3 |  | Thomas & Mack Center, Las Vegas, Nevada Affluence : 0 Arbitres : Charles Watson, Sarah Williams, Austin Spiker | NBA TV |

| 19 juillet 21h00 EDT | Rapport | Raptors de Toronto 73, Heat de Miami 109              | Raptors de Toronto 73, Heat de Miami 109 | Raptors de Toronto 73, Heat de Miami 109          |  | Cox Pavilion, Las Vegas, Nevada Affluence : 0 Arbitres : CP Painter, Jafar Kinsey, Leah Lanie | ESPN+ |
| 19 juillet 21h00 EDT | Rapport | Score par quart-temps : 7-32, 17-29, 25-26, 24-22     |                                          |                                                   |  | Cox Pavilion, Las Vegas, Nevada Affluence : 0 Arbitres : CP Painter, Jafar Kinsey, Leah Lanie | ESPN+ |
| 19 juillet 21h00 EDT | Rapport | Ja'Kobe Walter, 16 Quincy Guerrier, 7 D. J. Carton, 3 | Points Rebonds Passes d.                 | Cole Swider, 21 Kel'el Ware, 10 Isaiah Stevens, 8 |  | Cox Pavilion, Las Vegas, Nevada Affluence : 0 Arbitres : CP Painter, Jafar Kinsey, Leah Lanie | ESPN+ |

| 19 juillet 22h30 EDT | Rapport | Warriors de Golden State 90, Thunder d'Oklahoma City 83 | Warriors de Golden State 90, Thunder d'Oklahoma City 83 | Warriors de Golden State 90, Thunder d'Oklahoma City 83 |  | Thomas & Mack Center, Las Vegas, Nevada Affluence : 0 Arbitres : Kelsey Reynolds, Paul Tuomey, Ryan Johnson | NBA TV |
| 19 juillet 22h30 EDT | Rapport | Score par quart-temps : 22-18, 18-19, 23-20, 27-26      |                                                         |                                                         |  | Thomas & Mack Center, Las Vegas, Nevada Affluence : 0 Arbitres : Kelsey Reynolds, Paul Tuomey, Ryan Johnson | NBA TV |
| 19 juillet 22h30 EDT | Rapport | Pat Spencer, 17 Kevin Knox, 10 Pat Spencer, 7           | Points Rebonds Passes d.                                | Hunter Maldonado, 25 KJ Williams, 7 Keyontae Johnson, 6 |  | Thomas & Mack Center, Las Vegas, Nevada Affluence : 0 Arbitres : Kelsey Reynolds, Paul Tuomey, Ryan Johnson | NBA TV |

| 19 juillet 23h00 EDT | Rapport | Trail Blazers de Portland 68, Hornets de Charlotte 84     | Trail Blazers de Portland 68, Hornets de Charlotte 84 | Trail Blazers de Portland 68, Hornets de Charlotte 84    |  | Cox Pavilion, Las Vegas, Nevada Affluence : 0 Arbitres : Italo Araujo, Erik Aellig, Quincy Smith | ESPN2 |
| 19 juillet 23h00 EDT | Rapport | Score par quart-temps : 13-20, 16-16, 8-25, 31-23         |                                                       |                                                          |  | Cox Pavilion, Las Vegas, Nevada Affluence : 0 Arbitres : Italo Araujo, Erik Aellig, Quincy Smith | ESPN2 |
| 19 juillet 23h00 EDT | Rapport | Clingan, McGowens, 16 Donovan Clingan, 12 Rayan Rupert, 6 | Points Rebonds Passes d.                              | Matt Morgan, 36 McConnell, Stephens, 7 Zavier Simpson, 8 |  | Cox Pavilion, Las Vegas, Nevada Affluence : 0 Arbitres : Italo Araujo, Erik Aellig, Quincy Smith | ESPN2 |

#### Jour 9
| 20 juillet 15h00 EDT | Rapport | Suns de Phoenix 77, Kings de Sacramento 87         | Suns de Phoenix 77, Kings de Sacramento 87 | Suns de Phoenix 77, Kings de Sacramento 87    |  | Thomas & Mack Center, Las Vegas, Nevada Affluence : 0 Arbitres : Agon Abazi, Erik Aellig, Josh Reed | NBA TV |
| 20 juillet 15h00 EDT | Rapport | Score par quart-temps : 20-21, 20-17, 19-23, 18-26 |                                            |                                               |  | Thomas & Mack Center, Las Vegas, Nevada Affluence : 0 Arbitres : Agon Abazi, Erik Aellig, Josh Reed | NBA TV |
| 20 juillet 15h00 EDT | Rapport | Jalen Bridges, 16 Trois joueurs, 5 Oso Ighodaro, 9 | Points Rebonds Passes d.                   | Boogie Ellis, 17 Drew Timme, 7 Ahmad Caver, 5 |  | Thomas & Mack Center, Las Vegas, Nevada Affluence : 0 Arbitres : Agon Abazi, Erik Aellig, Josh Reed | NBA TV |

| 20 juillet 16h00 EDT | Rapport | Bucks de Milwaukee 79, Wizards de Washington 91           | Bucks de Milwaukee 79, Wizards de Washington 91 | Bucks de Milwaukee 79, Wizards de Washington 91         |  | Cox Pavilion, Las Vegas, Nevada Affluence : 0 Arbitres : Julian McFadden, Jason Alabanza, Geness Perrymond | ESPN |
| 20 juillet 16h00 EDT | Rapport | Score par quart-temps : 19-29, 16-17, 31-15, 13-30        |                                                 |                                                         |  | Cox Pavilion, Las Vegas, Nevada Affluence : 0 Arbitres : Julian McFadden, Jason Alabanza, Geness Perrymond | ESPN |
| 20 juillet 16h00 EDT | Rapport | Livingston, Washington, 13 Tyler Smith, 11 Hugo Besson, 4 | Points Rebonds Passes d.                        | Taylor Funk, 29 Carlton Carrington, 15 Trois joueurs, 5 |  | Cox Pavilion, Las Vegas, Nevada Affluence : 0 Arbitres : Julian McFadden, Jason Alabanza, Geness Perrymond | ESPN |

| 20 juillet 17h00 EDT | Rapport | Pacers de l'Indiana 93, Cavaliers de Cleveland 100     | Pacers de l'Indiana 93, Cavaliers de Cleveland 100 | Pacers de l'Indiana 93, Cavaliers de Cleveland 100 |  | Thomas & Mack Center, Las Vegas, Nevada Affluence : 0 Arbitres : Clare Aubry, Hortencia Sanchez-Carrizales, Ashley Birch | NBA TV |
| 20 juillet 17h00 EDT | Rapport | Score par quart-temps : 18-22, 20-16, 27-28, 28-34     |                                                    |                                                    |  | Thomas & Mack Center, Las Vegas, Nevada Affluence : 0 Arbitres : Clare Aubry, Hortencia Sanchez-Carrizales, Ashley Birch | NBA TV |
| 20 juillet 17h00 EDT | Rapport | Quenton Jackson, 22 Trois joueurs, 6 Tristen Newton, 4 | Points Rebonds Passes d.                           | Jaylon Tyson, 23 Pete Nance, 8 Darius Brown, 5     |  | Thomas & Mack Center, Las Vegas, Nevada Affluence : 0 Arbitres : Clare Aubry, Hortencia Sanchez-Carrizales, Ashley Birch | NBA TV |

| 20 juillet 18h00 EDT | Rapport | Knicks de New York 90, Hawks d'Atlanta 82            | Knicks de New York 90, Hawks d'Atlanta 82 | Knicks de New York 90, Hawks d'Atlanta 82            |  | Cox Pavilion, Las Vegas, Nevada Affluence : 0 Arbitres : Cameron Garber, Ajay Gonnelli, Kaz Beverley | ESPN |
| 20 juillet 18h00 EDT | Rapport | Score par quart-temps : 18-21, 25-17, 24-22, 23-22   |                                           |                                                      |  | Cox Pavilion, Las Vegas, Nevada Affluence : 0 Arbitres : Cameron Garber, Ajay Gonnelli, Kaz Beverley | ESPN |
| 20 juillet 18h00 EDT | Rapport | Obadiah Noel, 15 Hukporti, Johnson, 7 Tyler Kolek, 6 | Points Rebonds Passes d.                  | Keaton Wallace, 23 Miles Norris, 9 Keaton Wallace, 9 |  | Cox Pavilion, Las Vegas, Nevada Affluence : 0 Arbitres : Cameron Garber, Ajay Gonnelli, Kaz Beverley | ESPN |

| 20 juillet 19h00 EDT | Rapport | Bulls de Chicago 81, Lakers de Los Angeles 107          | Bulls de Chicago 81, Lakers de Los Angeles 107 | Bulls de Chicago 81, Lakers de Los Angeles 107         |  | Thomas & Mack Center, Las Vegas, Nevada Affluence : 0 Arbitres : Isaac Barnett, Julian Scott, Ryo Hasbe | NBA TV |
| 20 juillet 19h00 EDT | Rapport | Score par quart-temps : 18-39, 18-17, 22-16, 23-35      |                                                |                                                        |  | Thomas & Mack Center, Las Vegas, Nevada Affluence : 0 Arbitres : Isaac Barnett, Julian Scott, Ryo Hasbe | NBA TV |
| 20 juillet 19h00 EDT | Rapport | Dereon Seabron, 18 Garrison Brooks, 8 Dereon Seabron, 5 | Points Rebonds Passes d.                       | Blake Hinson, 25 Grayson Murphy, 11 Grayson Murphy, 10 |  | Thomas & Mack Center, Las Vegas, Nevada Affluence : 0 Arbitres : Isaac Barnett, Julian Scott, Ryo Hasbe | NBA TV |

| 20 juillet 21h00 EDT | Rapport | Pelicans de La Nouvelle-Orléans 82, Nuggets de Denver 91 | Pelicans de La Nouvelle-Orléans 82, Nuggets de Denver 91 | Pelicans de La Nouvelle-Orléans 82, Nuggets de Denver 91 |  | Thomas & Mack Center, Las Vegas, Nevada Affluence : 0 Arbitres : Gerda Gatling, Matt Rafferty, William McClatchy | NBA TV |
| 20 juillet 21h00 EDT | Rapport | Score par quart-temps : 8-29, 26-13, 19-26, 29-23        |                                                          |                                                          |  | Thomas & Mack Center, Las Vegas, Nevada Affluence : 0 Arbitres : Gerda Gatling, Matt Rafferty, William McClatchy | NBA TV |
| 20 juillet 21h00 EDT | Rapport | Keion Brooks Jr., 24 Trhae Mitchell, 8 Jordan Ford, 6    | Points Rebonds Passes d.                                 | Jahmir Young, 21 Hunter Tyson, 8 Jahmir Young, 5         |  | Thomas & Mack Center, Las Vegas, Nevada Affluence : 0 Arbitres : Gerda Gatling, Matt Rafferty, William McClatchy | NBA TV |

| 20 juillet 23h00 EDT | Rapport | Thunder d'Oklahoma City 88, Mavericks de Dallas 79                | Thunder d'Oklahoma City 88, Mavericks de Dallas 79 | Thunder d'Oklahoma City 88, Mavericks de Dallas 79    |  | Thomas & Mack Center, Las Vegas, Nevada Affluence : 0 Arbitres : Jenna Schroeder, Biniam Maru, Lars Murray | NBA TV |
| 20 juillet 23h00 EDT | Rapport | Score par quart-temps : 16-20, 22-22, 25-12, 25-25                |                                                    |                                                       |  | Thomas & Mack Center, Las Vegas, Nevada Affluence : 0 Arbitres : Jenna Schroeder, Biniam Maru, Lars Murray | NBA TV |
| 20 juillet 23h00 EDT | Rapport | Johnson, Shackelford, 20 Kylor Kelley, 12 Johnson, Shackelford, 6 | Points Rebonds Passes d.                           | A. J. Lawson, 19 Jamarion Sharp, 10 Jazian Gortman, 9 |  | Thomas & Mack Center, Las Vegas, Nevada Affluence : 0 Arbitres : Jenna Schroeder, Biniam Maru, Lars Murray | NBA TV |

#### Jour 10
| 21 juillet 14h00 EDT | Rapport | Clippers de Los Angeles 98, Grizzlies de Memphis 99  | Clippers de Los Angeles 98, Grizzlies de Memphis 99 | Clippers de Los Angeles 98, Grizzlies de Memphis 99          |  | Thomas & Mack Center, Las Vegas, Nevada Affluence : 0 Arbitres : Isaac Barnett, Italo Araujo, Gina Catanzariti | ESPN |
| 21 juillet 14h00 EDT | Rapport | Score par quart-temps : 19-25, 35-24, 13-24, 31-26   |                                                     |                                                              |  | Thomas & Mack Center, Las Vegas, Nevada Affluence : 0 Arbitres : Isaac Barnett, Italo Araujo, Gina Catanzariti | ESPN |
| 21 juillet 14h00 EDT | Rapport | Jordan Miller, 28 Moussa Diabaté, 6 Trois joueurs, 4 | Points Rebonds Passes d.                            | Jaylen Wells, 28 Scotty Pippen Jr., 10 Scotty Pippen Jr., 10 |  | Thomas & Mack Center, Las Vegas, Nevada Affluence : 0 Arbitres : Isaac Barnett, Italo Araujo, Gina Catanzariti | ESPN |

| 21 juillet 15h00 EDT | Rapport | Magic d'Orlando 100, Timberwolves du Minnesota 115 | Magic d'Orlando 100, Timberwolves du Minnesota 115 | Magic d'Orlando 100, Timberwolves du Minnesota 115      |  | Cox Pavilion, Las Vegas, Nevada Affluence : 0 Arbitres : CP Painter, Rachael Rayford, Shante Anderson | NBA TV |
| 21 juillet 15h00 EDT | Rapport | Score par quart-temps : 20-36, 28-23, 26-21, 26-35 |                                                    |                                                         |  | Cox Pavilion, Las Vegas, Nevada Affluence : 0 Arbitres : CP Painter, Rachael Rayford, Shante Anderson | NBA TV |
| 21 juillet 15h00 EDT | Rapport | Charlie Brown, 21 Culver, Huff, 7 Théo Maledon, 8  | Points Rebonds Passes d.                           | Rob Dillingham, 25 Leonard Miller, 8 Rob Dillingham, 12 |  | Cox Pavilion, Las Vegas, Nevada Affluence : 0 Arbitres : CP Painter, Rachael Rayford, Shante Anderson | NBA TV |

| 21 juillet 16h00 EDT | Rapport | Warriors de Golden State 99, Heat de Miami 102     | Warriors de Golden State 99, Heat de Miami 102 | Warriors de Golden State 99, Heat de Miami 102          |  | Thomas & Mack Center, Las Vegas, Nevada Affluence : 0 Arbitres : Brent Haskill, JD Ralls, Nate Cearley | ESPN |
| 21 juillet 16h00 EDT | Rapport | Score par quart-temps : 19-22, 28-23, 23-20, 29-37 |                                                |                                                         |  | Thomas & Mack Center, Las Vegas, Nevada Affluence : 0 Arbitres : Brent Haskill, JD Ralls, Nate Cearley | ESPN |
| 21 juillet 16h00 EDT | Rapport | Kevin Knox, 31 Kevin Knox, 11 Yuri Collins, 8      | Points Rebonds Passes d.                       | Josh Christopher, 23 Caleb Daniels, 8 Isaiah Stevens, 7 |  | Thomas & Mack Center, Las Vegas, Nevada Affluence : 0 Arbitres : Brent Haskill, JD Ralls, Nate Cearley | ESPN |

| 21 juillet 17h00 EDT | Rapport | 76ers de Philadelphie 103, Celtics de Boston 98    | 76ers de Philadelphie 103, Celtics de Boston 98 | 76ers de Philadelphie 103, Celtics de Boston 98       |  | Cox Pavilion, Las Vegas, Nevada Affluence : 0 Arbitres : Teresa Stuck, Ryan Johnson, Jacob Barnett | NBA TV |
| 21 juillet 17h00 EDT | Rapport | Score par quart-temps : 30-33, 19-19, 34-21, 20-25 |                                                 |                                                       |  | Cox Pavilion, Las Vegas, Nevada Affluence : 0 Arbitres : Teresa Stuck, Ryan Johnson, Jacob Barnett | NBA TV |
| 21 juillet 17h00 EDT | Rapport | David Jones, 23 David Jones, 8 Judah Mintz, 5      | Points Rebonds Passes d.                        | Jordan Walsh, 18 Scheierman, Walsh, 7 Jaelen House, 6 |  | Cox Pavilion, Las Vegas, Nevada Affluence : 0 Arbitres : Teresa Stuck, Ryan Johnson, Jacob Barnett | NBA TV |

| 21 juillet 18h30 EDT | Rapport | Hornets de Charlotte 97, Nets de Brooklyn 90         | Hornets de Charlotte 97, Nets de Brooklyn 90 | Hornets de Charlotte 97, Nets de Brooklyn 90        |  | Thomas & Mack Center, Las Vegas, Nevada Affluence : 0 Arbitres : Catherine Chang, Bobby Bissant, Stacie Blow | ESPNU |
| 21 juillet 18h30 EDT | Rapport | Score par quart-temps : 19-21, 31-27, 26-22, 21-20   |                                              |                                                     |  | Thomas & Mack Center, Las Vegas, Nevada Affluence : 0 Arbitres : Catherine Chang, Bobby Bissant, Stacie Blow | ESPNU |
| 21 juillet 18h30 EDT | Rapport | Brandon Slater, 30 Jake Stephens, 9 Jake Stephens, 4 | Points Rebonds Passes d.                     | Keon Johnson, 15 Jaylen Martin, 7 Mark Armstrong, 5 |  | Thomas & Mack Center, Las Vegas, Nevada Affluence : 0 Arbitres : Catherine Chang, Bobby Bissant, Stacie Blow | ESPNU |

| 21 juillet 19h00 EDT | Rapport | Raptors de Toronto 89, Spurs de San Antonio 100    | Raptors de Toronto 89, Spurs de San Antonio 100 | Raptors de Toronto 89, Spurs de San Antonio 100               |  | Cox Pavilion, Las Vegas, Nevada Affluence : 0 Arbitres : Paul Tuomey, Leah Lanie, Austin Spiker | NBA TV |
| 21 juillet 19h00 EDT | Rapport | Score par quart-temps : 14-24, 19-26, 19-19, 37-31 |                                                 |                                                               |  | Cox Pavilion, Las Vegas, Nevada Affluence : 0 Arbitres : Paul Tuomey, Leah Lanie, Austin Spiker | NBA TV |
| 21 juillet 19h00 EDT | Rapport | Jamal Shead, 18 Ulrich Chomche, 6 Jamal Shead, 6   | Points Rebonds Passes d.                        | Donovan Williams, 16 Yauhen Massalski, 13 Yauhen Massalski, 5 |  | Cox Pavilion, Las Vegas, Nevada Affluence : 0 Arbitres : Paul Tuomey, Leah Lanie, Austin Spiker | NBA TV |

| 21 juillet 20h30 EDT | Rapport | Pistons de Détroit 87, Jazz de l'Utah 97           | Pistons de Détroit 87, Jazz de l'Utah 97 | Pistons de Détroit 87, Jazz de l'Utah 97                  |  | Thomas & Mack Center, Las Vegas, Nevada Affluence : 0 Arbitres : Angel Kent, Kastine Evans, Jafar Kinsey | ESPNU |
| 21 juillet 20h30 EDT | Rapport | Score par quart-temps : 18-27, 21-40, 33-17, 15-13 |                                          |                                                           |  | Thomas & Mack Center, Las Vegas, Nevada Affluence : 0 Arbitres : Angel Kent, Kastine Evans, Jafar Kinsey | ESPNU |
| 21 juillet 20h30 EDT | Rapport | Ron Holland, 23 Jalen Slawson, 6 Marcus Sasser, 6  | Points Rebonds Passes d.                 | Kyle Filipowski, 26 Kyle Filipowski, 11 Taevion Kinsey, 7 |  | Thomas & Mack Center, Las Vegas, Nevada Affluence : 0 Arbitres : Angel Kent, Kastine Evans, Jafar Kinsey | ESPNU |

| 21 juillet 21h00 EDT | Rapport | Rockets de Houston 95, Trail Blazers de Portland 105    | Rockets de Houston 95, Trail Blazers de Portland 105 | Rockets de Houston 95, Trail Blazers de Portland 105 |  | Cox Pavilion, Las Vegas, Nevada Affluence : 0 Arbitres : Charles Watson, Sarah Williams, Quincy Smith | NBA TV |
| 21 juillet 21h00 EDT | Rapport | Score par quart-temps : 27-20, 13-28, 27-33, 28-24      |                                                      |                                                      |  | Cox Pavilion, Las Vegas, Nevada Affluence : 0 Arbitres : Charles Watson, Sarah Williams, Quincy Smith | NBA TV |
| 21 juillet 21h00 EDT | Rapport | Trevor Keels, 22 Orlando Robinson, 10 Keels, Samuels, 4 | Points Rebonds Passes d.                             | Kennedy Chandler, 21 Lee, Murray, 9 Hyunjung Lee, 4  |  | Cox Pavilion, Las Vegas, Nevada Affluence : 0 Arbitres : Charles Watson, Sarah Williams, Quincy Smith | NBA TV |

#### Jour 11
| 22 juillet 20h00 EDT | Rapport | Grizzlies de Memphis 118, Heat de Miami 120                             | Grizzlies de Memphis 118, Heat de Miami 120 | Grizzlies de Memphis 118, Heat de Miami 120           | OT | Thomas & Mack Center, Las Vegas, Nevada Affluence : 0 Arbitres : Tyler Ricks, Pat O'Connell, Marcy Williams | ESPN |
| 22 juillet 20h00 EDT | Rapport | Score par quart-temps : 25-24, 32-30, 37-33, 19-26 ; prolongation : 5-7 |                                             |                                                       | OT | Thomas & Mack Center, Las Vegas, Nevada Affluence : 0 Arbitres : Tyler Ricks, Pat O'Connell, Marcy Williams | ESPN |
| 22 juillet 20h00 EDT | Rapport | Jake LaRavia, 32 G. G. Jackson, 9 Scotty Pippen Jr., 11                 | Points Rebonds Passes d.                    | Josh Christopher, 24 Kel'el Ware, 10 Trois joueurs, 6 | OT | Thomas & Mack Center, Las Vegas, Nevada Affluence : 0 Arbitres : Tyler Ricks, Pat O'Connell, Marcy Williams | ESPN |